# Szwecja na Letnich Igrzyskach Olimpijskich 1912
Szwecję na Letnich Igrzyskach Olimpijskich 1912 w Sztokholmie reprezentowało aż 444 zawodników (421 mężczyzn i 23 kobiety). Najmłodszym olimpijczykiem była pływaczka Greta Carlsson (14 lat 1 dzień) a najstarszym strzelec Oscar Swahn (64 lat 258 dni).
Był to czwarty start reprezentacji Szwecji na letnich igrzyskach olimpijskich.

## Medale

### Złoto
- Hjalmar Andersson, John Eke, Josef Ternström – lekkoatletyka – bieg przełajowy (drużynowo)
- Hugo Wieslander – lekkoatletyka – dziesięciobój
- Eric Lemming – lekkoatletyka – rzut oszczepem
- Gustaf Lindblom – lekkoatletyka – trójskok
- Erik Friborg, Ragnar Malm, Axel Persson, Algot Lönn – kolarstwo – wyścig drużynowy
- Erik Adlerz – skoki do wody – wieża 10 skoki proste i złożone m mężczyzn
- Greta Johansson – skoki do wody – wieża 10 m kobiet
- Erik Adlerz – skoki do wody – wieża 10 m skoki proste
- Carl Bonde – jeździectwo – ujeżdżenie indywidualnie
- Axel Nordlander – jeździectwo – WKKW indywidualnie
- Axel Nordlander, Nils Adlercreutz, Ernst Casparsson, Henric Horn af Åminne – jeździectwo – WKKW drużynowo
- Gustaf Lewenhaupt, Gustaf Kilman, Hans von Rosen, Fredrik Rosencrantz – jeździectwo – skoki drużynowo
- Szwedzka drużyna gimnastyczna – gimnastyka – wielobój drużynowy w systemie szwedzkim
- Gösta Lilliehöök – pięciobój nowoczesny
- Szwedzka drużyna żeglarska – klasa 10 metrów
- Åke Lundeberg – strzelectwo – runda podwójna 100 m – do sylwetki jelenia
- Alfred Swahn – strzelectwo – runda pojedyncza 100 m – do sylwetki jelenia
- Alfred Swahn, Oscar Swahn, Åke Lundeberg, Per-Olof Arvidsson – strzelectwo – runda pojedyncza 100 m – do sylwetki jelenia drużynowo
- Johan Hübner von Holst, Eric Carlberg, Vilhelm Carlberg, Gustaf Boivie – strzelectwo – karabin małokalibrowy drużynowo – 25 m
- Vilhelm Carlberg – strzelectwo – karabin małokalibrowy indywidualnie – 25 m
- Eric Carlberg, Vilhelm Carlberg, Johan Hübner von Holst, Paul Palén – strzelectwo – pistolet wojskowy drużynowo – 30 m
- Mauritz Eriksson, Hugo Johansson, Erik Blomqvist, Carl Björkman, Bernhard Larsson, Gustaf Jonsson – strzelectwo – karabin dowolny drużynowo
- Arvid Andersson, Adolf Bergman, Johan Edman, Erik Algot Fredriksson, Carl Jonsson, Erik Larsson, August Gustafsson, Herbert Lindström – przeciąganie liny – zawody drużynowe
- Claes Johansson – zapasy – styl klasyczny (grecko-rzymski) (waga średnia)

### Srebro
- Thorild Olsson, Ernst Wide, Bror Fock, Nils Frykberg, John Zander – lekkoatletyka – bieg na 3000 m (drużynowo)
- Ivan Möller, Charles Luther, Ture Person, Knut Lindberg – lekkoatletyka – sztafeta 4x100 m mężczyzn
- Hjalmar Andersson – lekkoatletyka – bieg przełajowy
- Charles Lomberg – lekkoatletyka – dziesięciobój
- Georg Åberg – lekkoatletyka – trójskok
- Lisa Regnell – skoki do wody – wieża 10 m kobiet
- Hjalmar Johansson – skoki do wody – wieża 5 i 10 m – skoki proste
- Gustaf Adolf Boltenstern – jeździectwo – ujeżdżenie indywidualnie
- Gösta Åsbrink – pięciobój nowoczesny
- Ture Rosvall, William Bruhn-Möller, Conrad Brunkman, Herman Dahlbäck, Leo Wilkens – wioślarstwo – Czwórka ze sternikiem – łodzie z wewnętrznymi odsadniami
- Nils Persson, Hugo Clason, Hugo Sällström, Nils Lamby, Kurt Bergström, Dick Bergström, Erik Lindqvist, Per Bergman, Sigurd Kander, Folke Johnson – żeglarstwo – klasa 12 metrów
- Bengt Heyman, Emil Henriques, Herbert Westermark, Nils Westermark, Alvar Thiel – żeglarstwo – klasa 8 metrów
- Edward Benedicks – strzelectwo – runda podwójna 100 m – do sylwetki jelenia
- Åke Lundeberg – strzelectwo – runda pojedyncza 100 m – do sylwetki jelenia
- Paul Palén – strzelectwo – pistolet szybkostrzelny – 25 m
- Johan Hübner von Holst – strzelectwo – karabin małokalibrowy indywidualnie – 25 m
- Georg de Laval, Eric Carlberg, Vilhelm Carlberg, Erik Boström – strzelectwo – pistolet wojskowy drużynowo – 50 m
- Arthur Nordenswan, Eric Carlberg, Ruben Örtegren, Vilhelm Carlberg – strzelectwo – karabin małokalibrowy drużynowo – 50 m
- Thor Henning – pływanie – 400 metrów stylem klasycznym
- Johan Kempe, Gunnar Setterwall – tenis – debel mężczyzn
- Sigrid Fick, Gunnar Setterwall – tenis – mikst
- Torsten Kumfeldt, Harald Julin, Max Gumpel, Robert Andersson, Pontus Hanson, Vilhelm Andersson, Erik Bergqvist – piłka wodna
- Gustaf Malmström – zapasy – styl klasyczny (grecko-rzymski) (waga lekka)
- Anders Ahlgren – zapasy – styl klasyczny (grecko-rzymski) (waga półciężka)

### Brąz
- John Eke – lekkoatletyka – bieg przełajowy
- Gosta Holmer – lekkoatletyka – dziesięciobój
- Emil Magnusson – lekkoatletyka – rzut dyskiem oburącz
- Georg Åberg – lekkoatletyka – skok w dal
- Bertil Uggla – lekkoatletyka – skok o tyczce
- Erik Almlöf – lekkoatletyka – trójskok
- Gustaf Blomgren – skoki do wody – wieża 10 m skoki proste i złożone mężczyzn
- John Jansson – wieża 10 m – skoki proste mężczyzn
- Hans von Blixen-Finecke – jeździectwo – ujeżdżenie indywidualne
- Georg de Laval – pięciobój nowoczesny
- Eric Sandberg, Harald Sandberg, Otto Aust – żeglarstwo – klasa 6 metrów (drużynowo)
- Oscar Swahn – strzelectwo – runda podwójna 100 m – do sylwetki jelenia
- Johan Hübner von Holst – strzelectwo – pistolet szybkostrzelny – 25 m
- Gideon Ericsson – strzelectwo – karabin małokalibrowy indywidualnie – 25 m
- Mauritz Eriksson, Werner Jernström, Tönnes Björkman, Carl Björkman, Bernhard Larsson, Hugo Johansson – strzelectwo – karabin wojskowy drużynowo
- Sigrid Fick, Gunnar Setterwall – tenis – mikst
- Edvin Mattiasson – zapasy – styl klasyczny (grecko-rzymski) (waga lekka)

## Skład kadry

### Gimnastyka
| Zawodnik | Konkurencja                        | Finał  | Finał   |
| Zawodnik | Konkurencja                        | Wynik  | Miejsce |
| --- | ---------------------------------- | ------ | ------- |
| Per Bertilsson, Carl-Ehrenfried Carlberg, Nils Granfelt, Curt Hartzell, Oswald Holmberg, Anders Hylander, Axel Janse, Boo Kullberg, Sven Landberg, Per Nilsson, Benkt Norelius, Axel Norling, Daniel Norling, Sven Rosén, Nils Silfverskiöld, Carl Silfverstrand, John Sörenson, Yngve Stiernspetz, Karl-Erik Svensson, Karl-Johan Svensson, Knut Torell, Edvard Wennerholm, Claës-Axel Wersäll, David Wiman | wielobój drużynowo system szwedzki | 937,46 | złoto   |

### Jeździectwo
| Konkurencja              | Zawodnik                 | Koń           | Finał | Finał  |
| Konkurencja              | Zawodnik                 | Koń           | Wynik | Poz.   |
| ------------------------ | ------------------------ | ------------- | ----- | ------ |
| Ujeżdżenie indywidualnie | Carl Bonde               | Emperor       | 15    | złoto  |
| Ujeżdżenie indywidualnie | Gustaf Adolf Boltenstern | Neptun        | 21    | srebro |
| Ujeżdżenie indywidualnie | Hans von Blixen-Finecke  | Maggie        | 32    | brąz   |
| Ujeżdżenie indywidualnie | Carl Rosenblad           | Miss Hastings | 43    | 5.     |
| Ujeżdżenie indywidualnie | Oscar af Ström           | Irish Lass    | 47    | 6.     |
| Ujeżdżenie indywidualnie | Carl Kruckenberg         | Kartusch      | 51    | 8.     |

| Konkurencja         | Zawodnik                                                           | Koń                            | Finał        | Finał          | Finał   |
| Konkurencja         | Zawodnik                                                           | Koń                            | Punkty karne | Zdobyte punkty | Miejsce |
| ------------------- | ------------------------------------------------------------------ | ------------------------------ | ------------ | -------------- | ------- |
| Skoki indywidualnie | Nils Adlercreutz                                                   | Ilex                           | 9            | 181            | 6.      |
| Skoki indywidualnie | Ernst Casparsson                                                   | Kiriki                         | 9            | 181            | 6.      |
| Skoki indywidualnie | Gustaf Lewenhaupt                                                  | Medusa                         | 10           | 180            | 9.      |
| Skoki indywidualnie | Charles Lewenhaupt                                                 | Arno                           | 10           | 180            | 9.      |
| Skoki indywidualnie | Carl-Axel Torén                                                    | Falken                         | 11           | 179            | 13.     |
| Skoki indywidualnie | Åke Hök                                                            | Mona                           | 20           | 170            | 22.     |
| Skoki drużynowo     | Gustaf Lewenhaupt Gustaf Kilman Hans von Rosen Fredrik Rosencrantz | Medusa Gåtan Lord Iron Drabant | –            | 545            | złoto   |

| Konkurencja        | Zawodnik                                                                | Koń         | Próba jeździecka    | Próba terenowa      | Bieg z przeszkodami | Skoki               | Ujeżdżenie          | Razem  | Pozycja |
| ------------------ | ----------------------------------------------------------------------- | ----------- | ------------------- | ------------------- | ------------------- | ------------------- | ------------------- | ------ | ------- |
| WKKW indywidualnie | Axel Nordlander                                                         | Lady Artist | 10,00               | 10,00               | 10,00               | 8,93                | 7,66                | 46,59  | złoto   |
| WKKW indywidualnie | Nils Adlercreutz                                                        | Atout       | 10,00               | 9,85                | 10,00               | 9,00                | 7,46                | 46,31  | 4.      |
| WKKW indywidualnie | Ernst Casparsson                                                        | Irmelin     | 10,00               | 9,62                | 10,00               | 9,67                | 6,87                | 46,16  | 5.      |
| WKKW indywidualnie | Henric Horn af Åminne                                                   | Omen        | 10,00               | 10,00               | 10,00               | 8,27                | 7,58                | 45,85  | 10.     |
| WKKW drużynowo     | Axel Nordlander Nils Adlercreutz Ernst Casparsson Henric Horn af Åminne | jak wyżej   | punktacja jak wyżej | punktacja jak wyżej | punktacja jak wyżej | punktacja jak wyżej | punktacja jak wyżej | 139,06 | złoto   |

### Kolarstwo

#### Kolarstwo szosowe
| Zawodnik                                         | Konkurencja                    | Czas                 | Pozycja              |
| ------------------------------------------------ | ------------------------------ | -------------------- | -------------------- |
| Erik Friborg                                     | jazda indywidualna na czas (m) | 11:04:17,0           | 7.                   |
| Ragnar Malm                                      | jazda indywidualna na czas (m) | 11:08:14,5           | 8.                   |
| Axel Persson                                     | jazda indywidualna na czas (m) | 11:10:59,6           | 9.                   |
| Algot Lönn                                       | jazda indywidualna na czas (m) | 11:12:02,5           | 10.                  |
| Alex Ekström                                     | jazda indywidualna na czas (m) | 11:14:50,7           | 12.                  |
| Henrik Morén                                     | jazda indywidualna na czas (m) | 11:21:31,9           | 15.                  |
| Werner Karlsson                                  | jazda indywidualna na czas (m) | 11:24:18,0           | 19.                  |
| Gunnar Björk                                     | jazda indywidualna na czas (m) | 12:00:49,4           | 51.                  |
| Karl Landsberg                                   | jazda indywidualna na czas (m) | Nie ukończył wyścigu | Nie ukończył wyścigu |
| Hjalmar Levin                                    | jazda indywidualna na czas (m) | Nie ukończył wyścigu | Nie ukończył wyścigu |
| Carl Lundquist                                   | jazda indywidualna na czas (m) | Nie ukończył wyścigu | Nie ukończył wyścigu |
| Arvid Pettersson                                 | jazda indywidualna na czas (m) | Nie ukończył wyścigu | Nie ukończył wyścigu |
| Erik Friborg Ragnar Malm Axel Persson Algot Lönn | jazda drużynowa na czas (m)    | 44:35:33,6           | złoto                |

### Lekkoatletyka
Konkurencje biegowe
| Konkurencja                 | Zawodnik                                                      | Eliminacje         | Eliminacje         | Półfinał              | Półfinał              | Finał                 | Finał                 |
| Konkurencja                 | Zawodnik                                                      | Wynik              | Miejsce            | Wynik                 | Miejsce               | Wynik                 | Miejsce               |
| --------------------------- | ------------------------------------------------------------- | ------------------ | ------------------ | --------------------- | --------------------- | --------------------- | --------------------- |
| 100 m                       | Charles Luther                                                | 12,8               | 1.                 | b.d                   | 2.                    | Nie awansował         | Nie awansował         |
| 100 m                       | Ivan Möller                                                   | 11,5               | 1.                 | b.d                   | 2.                    | Nie awansował         | Nie awansował         |
| 100 m                       | Rolf Smedmark                                                 | b.d                | 2.                 | Nie ukończył biegu    | Nie ukończył biegu    | Nie awansował         | Nie awansował         |
| 100 m                       | Ture Person                                                   | b.d                | 3.                 | Nie awansował         | Nie awansował         | Nie awansował         | Nie awansował         |
| 100 m                       | Knut Lindberg                                                 | 11,6               | 1.                 | b.d                   | 2.                    | Nie awansował         | Nie awansował         |
| 100 m                       | Skotte Jacobsson                                              | b.d                | 3.                 | Nie awansował         | Nie awansował         | Nie awansował         | Nie awansował         |
| 100 m                       | Ragnar Ekberg                                                 | b.d                | 3.                 | Nie awansował         | Nie awansował         | Nie awansował         | Nie awansował         |
| 200 m                       | Knut Stenborg                                                 | b.d                | 3.                 | Nie awansował         | Nie awansował         | Nie awansował         | Nie awansował         |
| 200 m                       | Karl Lindblom                                                 | b.d                | 3.                 | Nie awansował         | Nie awansował         | Nie awansował         | Nie awansował         |
| 200 m                       | Charles Luther                                                | 23,6               | 1.                 | 22,3                  | 3.                    | Nie awansował         | Nie awansował         |
| 200 m                       | Knut Lindberg                                                 | 23,1               | 1.                 | 22,5                  | 3.                    | Nie awansował         | Nie awansował         |
| 200 m                       | Gustav Möller                                                 | b.d                | 3.                 | Nie awansował         | Nie awansował         | Nie awansował         | Nie awansował         |
| 200 m                       | Ivan Möller                                                   | b.d                | 2.                 | 22,4                  | 4.                    | Nie awansował         | Nie awansował         |
| 200 m                       | Emil Grandell                                                 | b.d                | 3.                 | Nie awansował         | Nie awansował         | Nie awansował         | Nie awansował         |
| 200 m                       | Skotte Jacobsson                                              | 23,2               | 2.                 | b.d                   | 2.                    | Nie awansował         | Nie awansował         |
| 200 m                       | Ture Person                                                   | 23,2               | 1.                 | b.d                   | 2.                    | Nie awansował         | Nie awansował         |
| 400 m                       | Paul Zerling                                                  | 55,4               | 1.                 | b.d                   | 2.                    | Nie awansował         | Nie awansował         |
| 400 m                       | Gösta Möller                                                  | b.d                | 3.                 | Nie awansował         | Nie awansował         | Nie awansował         | Nie awansował         |
| 400 m                       | Knut Stenborg                                                 | 1:01,6             | 1.                 | 50,5                  | 4.                    | Nie awansował         | Nie awansował         |
| 400 m                       | Johan Dahlin                                                  | 51,0               | 2.                 | Nie stanął na starcie | Nie stanął na starcie | Nie awansował         | Nie awansował         |
| 400 m                       | Eric Lindholm                                                 | 51,4               | 1.                 | 50,2                  | 2.                    | Nie awansował         | Nie awansował         |
| 800 m                       | Eric Lindholm                                                 | 2:01,5             | 4.                 | Nie awansował         | Nie awansował         | Nie awansował         | Nie awansował         |
| 800 m                       | Evert Björn                                                   | b.d                | 2.                 | b.d                   | 6.                    | Nie awansował         | Nie awansował         |
| 800 m                       | Erik Frisell                                                  | 1:59,2             | 3.                 | Nie awansował         | Nie awansował         | Nie awansował         | Nie awansował         |
| 800 m                       | Karl Haglund                                                  | 2:01,2             | 4.                 | Nie awansował         | Nie awansował         | Nie awansował         | Nie awansował         |
| 1500 m                      | John Zander                                                   | 4:05,5             | 1.                 |                       |                       | 4:02,0                | 7.                    |
| 1500 m                      | Evert Björn                                                   | 4:07,2             | 2.                 |                       |                       | b.d                   | 9.                    |
| 1500 m                      | Nils Frykberg                                                 | 4:11,2             | 4.                 |                       |                       | Nie awansował         | Nie awansował         |
| 1500 m                      | Ernst Wide                                                    | 4:06,0             | 1.                 |                       |                       | 3:57,6                | 5.                    |
| 5000 m                      | Klas Lundström                                                | Nie ukończył biegu | Nie ukończył biegu |                       |                       | Nie awansował         | Nie awansował         |
| 5000 m                      | Bror Modigh                                                   | 16:07,1            | 4.                 |                       |                       | Nie awansował         | Nie awansował         |
| 5000 m                      | Martin Persson                                                | Nie ukończył biegu | Nie ukończył biegu |                       |                       | Nie awansował         | Nie awansował         |
| 5000 m                      | Mauritz Carlsson                                              | 15:34,6            | 1.                 |                       |                       | 15:18,6               | 7.                    |
| 5000 m                      | Henrik Nordström                                              | 15:49,1            | 2.                 |                       |                       | Nie stanął na starcie | Nie stanął na starcie |
| 5000 m                      | Thorild Olsson                                                | 15:25,2            | 2.                 |                       |                       | Nie stanął na starcie | Nie stanął na starcie |
| 10 000 m                    | John Eke                                                      | 34:55,8            | 4.                 |                       |                       | Nie stanął na starcie | Nie stanął na starcie |
| 10 000 m                    | Albert Öberg                                                  | 35:45,0            | 6.                 |                       |                       | Nie awansował         | Nie awansował         |
| 10 000 m                    | Mauritz Carlsson                                              | 33:06,2            | 3.                 |                       |                       | Nie ukończył biegu    | Nie ukończył biegu    |
| 10 000 m                    | Brynolf Larsson                                               | b.d                | 7.                 |                       |                       | Nie awansował         | Nie awansował         |
| 10 000 m                    | Bror Fock                                                     | Nie ukończył biegu | Nie ukończył biegu |                       |                       | Nie awansował         | Nie awansował         |
| 10 000 m                    | Martin Persson                                                | 34:18,6            | 4.                 |                       |                       | Nie stanął na starcie | Nie stanął na starcie |
| maraton                     | Sigfrid Jacobsson                                             |                    |                    |                       |                       | 2:43:24,9             | 6.                    |
| maraton                     | Jacob Westberg                                                |                    |                    |                       |                       | 3:02:05,2             | 22.                   |
| maraton                     | Carl Andersson                                                |                    |                    |                       |                       | 3:06:13,0             | 24.                   |
| maraton                     | Hjalmar Dahlberg                                              |                    |                    |                       |                       | 3:13:32,2             | 27.                   |
| maraton                     | Ivar Lundberg                                                 |                    |                    |                       |                       | 3:16:35,2             | 28.                   |
| maraton                     | Calle Nilsson                                                 |                    |                    |                       |                       | 3:26:56,4             | 32.                   |
| maraton                     | Alexis Ahlgren                                                |                    |                    |                       |                       | Nie ukończył biegu    | Nie ukończył biegu    |
| maraton                     | Thure Bergvall                                                |                    |                    |                       |                       | Nie ukończył biegu    | Nie ukończył biegu    |
| maraton                     | William Grüner                                                |                    |                    |                       |                       | Nie ukończył biegu    | Nie ukończył biegu    |
| maraton                     | David Guttman                                                 |                    |                    |                       |                       | Nie ukończył biegu    | Nie ukończył biegu    |
| maraton                     | Ivan Lönnberg                                                 |                    |                    |                       |                       | Nie ukończył biegu    | Nie ukończył biegu    |
| maraton                     | Gustaf Törnros                                                |                    |                    |                       |                       | Nie ukończył biegu    | Nie ukończył biegu    |
| sztafeta 4 × 100 m mężczyzn | Ivan Möller Charles Luther Ture Person Knut Lindberg          | 43,6               | 1.                 | 42,5                  | 1.                    | 42,6                  | srebro                |
| sztafeta 4 × 400 m mężczyzn | Paul Zerling Johan Dahlin Eric Lindholm Knut Stenborg         | 3:25,0             | 2.                 |                       |                       | Nie awansowali        | Nie awansowali        |
| bieg przełajowy             | Hjalmar Andersson                                             |                    |                    |                       |                       | 45:44,8               | srebro                |
| bieg przełajowy             | John Eke                                                      |                    |                    |                       |                       | 46:37,6               | brąz                  |
| bieg przełajowy             | Josef Ternström                                               |                    |                    |                       |                       | 47:07,1               | 5.                    |
| bieg przełajowy             | Brynolf Larsson                                               |                    |                    |                       |                       | 47:37,4               | 9.                    |
| bieg przełajowy             | Johan Sundkvist                                               |                    |                    |                       |                       | 47:40,0               | 10.                   |
| bieg przełajowy             | Klas Lundström                                                |                    |                    |                       |                       | 48:45,4               | 13.                   |
| bieg przełajowy             | Bror Fock                                                     |                    |                    |                       |                       | 50:15,8               | 17.                   |
| bieg przełajowy             | Gustav Carlén                                                 |                    |                    |                       |                       | 51:26,8               | 21.                   |
| bieg przełajowy             | Edvin Hellgren                                                |                    |                    |                       |                       | Nie ukończył biegu    | Nie ukończył biegu    |
| bieg przełajowy             | John Klintberg                                                |                    |                    |                       |                       | Nie ukończył biegu    | Nie ukończył biegu    |
| bieg przełajowy             | Axel Lindahl                                                  |                    |                    |                       |                       | Nie ukończył biegu    | Nie ukończył biegu    |
| bieg przełajowy             | Henrik Nordström                                              |                    |                    |                       |                       | Nie ukończył biegu    | Nie ukończył biegu    |
| bieg 3000 m drużynowo       | Bror Fock Nils Frykberg Ernst Wide Thorild Olsson John Zander | 9                  | 1.                 |                       |                       | 13                    | srebro                |
| bieg przełajowy drużynowo   | Hjalmar Andersson John Eke Josef Ternström                    |                    |                    |                       |                       | 10                    | złoto                 |

Konkurencje techniczne
| Zawodnik          | Konkurencja            | Finał | Finał   |
| Zawodnik          | Konkurencja            | Wynik | Miejsce |
| ----------------- | ---------------------- | ----- | ------- |
| Georg Åberg       | skok w dal             | 7,18  | brąz    |
| Charles Lomberg   | skok w dal             | 6,62  | 17.     |
| Patrik Ohlsson    | skok w dal             | 6,28  | 20.     |
| Gustav Betzén     | skok w dal             | 6,24  | 21.     |
| Gustaf Lindblom   | trójskok               | 14,76 | złoto   |
| Georg Åberg       | trójskok               | 14,51 | srebro  |
| Erik Almlöf       | trójskok               | 14,17 | brąz    |
| Hjalmar Ohlsson   | trójskok               | 14,01 | 7.      |
| Gustaf Nordén     | trójskok               | 13,81 | 10.     |
| Inge Lindholm     | trójskok               | 13,74 | 12.     |
| Patrik Ohlsson    | trójskok               | 13,45 | 15.     |
| Skotte Jacobsson  | trójskok               | 13,33 | 17.     |
| Karl Kullerstrand | skok wzwyż             | 1,83  | 8.      |
| Richard Sjöberg   | skok wzwyż             | 1,75  | .13.    |
| Gösta Hallberg    | skok wzwyż             | 1,75  | 13.     |
| Paulus af Uhr     | skok wzwyż             | 1,70  | 23.     |
| Ragnar Mattson    | skok wzwyż             | 1,70  | 23.     |
| Thage Brauer      | skok wzwyż             | 1,60  | 28.     |
| Gösta Holmér      | skok wzwyż             | 1,60  | 28.     |
| Bertil Uggla      | skok o tyczce          | 3,80  | brąz    |
| Carl Hårleman     | skok o tyczce          | 3,60  | 12.     |
| Richard Sjöberg   | skok o tyczce          | 3,60  | 12.     |
| Clas Gille        | skok o tyczce          | 3,60  | 12.     |
| Magnus Nilsson    | skok o tyczce          | 3,20  | 18.     |
| Hugo Svensson     | skok o tyczce          | 3,20  | 18.     |
| Sander Santesson  | skok o tyczce          | 3,20  | 18.     |
| Gustaf Malmsten   | skok w dal z miejsca   | 3,20  | 4.      |
| Edvard Möller     | skok w dal z miejsca   | 3,14  | 5.      |
| Gustaf Ljunggren  | skok w dal z miejsca   | 3,09  | 11.     |
| Ragnar Ekberg     | skok w dal z miejsca   | 3,03  | 13.     |
| Douglas Melin     | skok w dal z miejsca   | 3,02  | 14.     |
| Karl Bergh        | skok w dal z miejsca   | 2,95  | 18.     |
| Edvard Möller     | skok wzwyż z miejsca   | 1,50  | 4.      |
| Rudolf Smedmark   | skok wzwyż z miejsca   | 1,45  | 7.      |
| Leif Ekman        | skok wzwyż z miejsca   | 1,45  | 7.      |
| Karl Bergh        | skok wzwyż z miejsca   | 1,45  | 7.      |
| Helmer Måhl       | skok wzwyż z miejsca   | 1,30  | 17.     |
| Robert Olsson     | rzut młotem            | 46,50 | 4.      |
| Carl Johan Lind   | rzut młotem            | 45,61 | 5.      |
| Nils Linde        | rzut młotem            | 43,32 | 7.      |
| Carl Jahnzon      | rzut młotem            | 42,58 | 8.      |
| Arvid Åberg       | rzut młotem            | 41,11 | 10.     |
| Gunnar Johnson    | rzut młotem            | 39,92 | 11.     |
| Viktor Hackberg   | rzut młotem            | 38,44 | 13.     |
| Einar Nilsson     | pchnięcie kulą         | 12,62 | 7.      |
| Einar Nilsson     | pchnięcie kulą oburącz | 27,14 | 4.      |
| Emil Magnusson    | rzut dyskiem           | 39,91 | 8.      |
| Einar Nilsson     | rzut dyskiem           | 39,69 | 10.     |
| Gunnar Nilsson    | rzut dyskiem           | 37,44 | 23.     |
| Gunnar Bolander   | rzut dyskiem           | 36,22 | 26.     |
| Carl Johan Lind   | rzut dyskiem           | 36,07 | 27.     |
| Folke Fleetwood   | rzut dyskiem           | 35,06 | 28.     |
| Henning Möller    | rzut dyskiem           | 32,33 | 37.     |
| Otto Nilsson      | rzut dyskiem           | 31,07 | 40.     |
| Eric Lemming      | rzut oszczepem         | 60,64 | złoto   |
| Richard Åbrink    | rzut oszczepem         | 52,20 | 6.      |
| Otto Nilsson      | rzut oszczepem         | 49,18 | 10.     |
| Karl Sonne        | rzut oszczepem         | 47,85 | 11.     |
| Svante Olsson     | rzut oszczepem         | 46,94 | 13.     |
| Anders Krigsman   | rzut oszczepem         | 46,71 | 14.     |
| Janne Dahl        | rzut oszczepem         | 45,67 | 15.     |
| Arvid Ohrling     | rzut oszczepem         | 45,32 | 16.     |
| Algot Larsson     | rzut oszczepem         | 43,18 | 21.     |
| Eskil Falk        | rzut oszczepem         | b.d   | 24.     |
| Emil Magnusson    | rzut dyskiem oburącz   | 77,37 | brąz    |
| Einar Nilsson     | rzut dyskiem oburącz   | 71,40 | 4.      |
| Folke Fleetwood   | rzut dyskiem oburącz   | 68,22 | 7.      |
| Carl Johan Lind   | rzut dyskiem oburącz   | 68,02 | 8.      |
| Nils Linde        | rzut dyskiem oburącz   | 67,10 | 9.      |
| Gunnar Nilsson    | rzut dyskiem oburącz   | 67,09 | 10.     |
| Eric Lemming      | rzut dyskiem oburącz   | 67,08 | 11.     |
| Eric Lemming      | rzut oszczepem oburącz | 98,59 | 4.      |
| Richard Åbrink    | rzut oszczepem oburącz | 93,12 | 6.      |
| Otto Nilsson      | rzut oszczepem oburącz | 88,90 | 8.      |
| Arvid Ohrling     | rzut oszczepem oburącz | 87,17 | 10.     |
| Sten Hagander     | rzut oszczepem oburącz | 86,80 | 11.     |
| Anders Krigsman   | rzut oszczepem oburącz | 85,80 | 13.     |
| Karl Sonne        | rzut oszczepem oburącz | 84,96 | 14.     |

| Zawodnik         | Konkurencje   | Konkurencje                | Wyniki                   | Punkty                   | Miejsce                  |
| ---------------- | ------------- | -------------------------- | ------------------------ | ------------------------ | ------------------------ |
| Oscar Lemming    | pięciobój     | skok w dal                 | 6,55                     | 5                        | 5.                       |
| Oscar Lemming    | pięciobój     | rzut oszczepem             | 49,51                    | 2                        | 2.                       |
| Oscar Lemming    | pięciobój     | Bieg na 200 m              | 24,6                     | 18                       | 18.                      |
| Oscar Lemming    | pięciobój     | rzut dyskiem               | 27,64                    | 12                       | 12.                      |
| Oscar Lemming    | pięciobój     | Bieg na 1500 m             | Nie stanął na starcie    | Nie stanął na starcie    | Nie stanął na starcie    |
| Oscar Lemming    | pięciobój     | Finał                      |                          | Nie ukończył konkurencji | Nie ukończył konkurencji |
| Charles Lomberg  | pięciobój     | skok w dal                 | 6,53                     | 6                        | 6.                       |
| Charles Lomberg  | pięciobój     | rzut oszczepem             | 37,15                    | 17                       | 17.                      |
| Charles Lomberg  | pięciobój     | Bieg na 200 m              | 24,4                     | 17                       | 17.                      |
| Charles Lomberg  | pięciobój     | rzut dyskiem               | Nie stanął na starcie    | Nie stanął na starcie    | Nie stanął na starcie    |
| Charles Lomberg  | pięciobój     | Bieg na 1500 m             | Nie ukończył konkurencji | Nie ukończył konkurencji | Nie ukończył konkurencji |
| Charles Lomberg  | pięciobój     | Finał                      |                          | Nie ukończył konkurencji | Nie ukończył konkurencji |
| Erik Kugelberg   | pięciobój     | skok w dal                 | 6,45                     | 8                        | 8.                       |
| Erik Kugelberg   | pięciobój     | rzut oszczepem             | 42,02                    | 11                       | 11.                      |
| Erik Kugelberg   | pięciobój     | Bieg na 200 m              | 24,9                     | 21                       | 21.                      |
| Erik Kugelberg   | pięciobój     | rzut dyskiem               | Nie stanął na starcie    | Nie stanął na starcie    | Nie stanął na starcie    |
| Erik Kugelberg   | pięciobój     | Bieg na 1500 m             | Nie ukończył konkurencji | Nie ukończył konkurencji | Nie ukończył konkurencji |
| Erik Kugelberg   | pięciobój     | Finał                      |                          | Nie ukończył konkurencji | Nie ukończył konkurencji |
| Nils Fjästad     | pięciobój     | skok w dal                 | 6,43                     | 10                       | 10.                      |
| Nils Fjästad     | pięciobój     | rzut oszczepem             | 40,15                    | 14                       | 14.                      |
| Nils Fjästad     | pięciobój     | Bieg na 200 m              | 23,6                     | 9                        | 9.                       |
| Nils Fjästad     | pięciobój     | rzut dyskiem               | 30,43                    | 9                        | 9.                       |
| Nils Fjästad     | pięciobój     | Bieg na 1500 m             | Nie stanął na starcie    | Nie stanął na starcie    | Nie stanął na starcie    |
| Nils Fjästad     | pięciobój     | Finał                      |                          | Nie ukończył konkurencji | Nie ukończył konkurencji |
| Inge Lindholm    | pięciobój     | skok w dal                 | 6,32                     | 12                       | 12.                      |
| Inge Lindholm    | pięciobój     | rzut oszczepem             | 41,94                    | 12                       | 12.                      |
| Inge Lindholm    | pięciobój     | Bieg na 200 m              | 23,5                     | 7                        | 7.                       |
| Inge Lindholm    | pięciobój     | rzut dyskiem               | 30,47                    | 8                        | 8.                       |
| Inge Lindholm    | pięciobój     | Bieg na 1500 m             | Nie stanął na starcie    | Nie stanął na starcie    | Nie stanął na starcie    |
| Inge Lindholm    | pięciobój     | Finał                      |                          | Nie ukończył konkurencji | Nie ukończył konkurencji |
| Hugo Wieslander  | pięciobój     | skok w dal                 | 6,27                     | 14                       | 14.                      |
| Hugo Wieslander  | pięciobój     | rzut oszczepem             | 49,56                    | 1                        | 1.                       |
| Hugo Wieslander  | pięciobój     | Bieg na 200 m              | 24,1                     | 14                       | 14.                      |
| Hugo Wieslander  | pięciobój     | rzut dyskiem               | 30,74                    | 7                        | 7.                       |
| Hugo Wieslander  | pięciobój     | Bieg na 1500 m             | 4:53,1                   | 4                        | 4.                       |
| Hugo Wieslander  | pięciobój     | Finał                      |                          | 32                       | 7.                       |
| Einar Nilsson    | pięciobój     | skok w dal                 | 6,23                     | 15                       | 15.                      |
| Einar Nilsson    | pięciobój     | rzut oszczepem             | 43,67                    | 8                        | 8.                       |
| Einar Nilsson    | pięciobój     | Bieg na 200 m              | 24,3                     | 16                       | 16.                      |
| Einar Nilsson    | pięciobój     | rzut dyskiem               | Nie stanął na starcie    | Nie stanął na starcie    | Nie stanął na starcie    |
| Einar Nilsson    | pięciobój     | Bieg na 1500 m             | Nie ukończył konkurencji | Nie ukończył konkurencji | Nie ukończył konkurencji |
| Einar Nilsson    | pięciobój     | Finał                      |                          | Nie ukończył konkurencji | Nie ukończył konkurencji |
| Gösta Holmér     | pięciobój     | skok w dal                 | 6,02                     | 20                       | 20.                      |
| Gösta Holmér     | pięciobój     | rzut oszczepem             | 45,46                    | 5                        | 5.                       |
| Gösta Holmér     | pięciobój     | Bieg na 200 m              | 24,0                     | 11                       | 11.                      |
| Gösta Holmér     | pięciobój     | rzut dyskiem               | 31,78                    | 5                        | 5.                       |
| Gösta Holmér     | pięciobój     | Bieg na 1500 m             | Nie stanął na starcie    | Nie stanął na starcie    | Nie stanął na starcie    |
| Gösta Holmér     | pięciobój     | Finał                      |                          | Nie ukończył konkurencji | Nie ukończył konkurencji |
| Hugo Ericson     | pięciobój     | skok w dal                 | 5,58                     | 26                       | 26.                      |
| Hugo Ericson     | pięciobój     | rzut oszczepem             | 43,74                    | 7                        | 7.                       |
| Hugo Ericson     | pięciobój     | Bieg na 200 m              | 24,0                     | 11                       | 11.                      |
| Hugo Ericson     | pięciobój     | rzut dyskiem               | Nie stanął na starcie    | Nie stanął na starcie    | Nie stanął na starcie    |
| Hugo Ericson     | pięciobój     | Bieg na 1500 m             | Nie ukończył konkurencji | Nie ukończył konkurencji | Nie ukończył konkurencji |
| Hugo Ericson     | pięciobój     | Finał                      |                          | Nie ukończył konkurencji | Nie ukończył konkurencji |
| Hugo Wieslander  | dziesięciobój | bieg 100 m                 | 11,8                     | 762,0                    | 13.                      |
| Hugo Wieslander  | dziesięciobój | skok w dal                 | 6,42                     | 740,30                   | 8.                       |
| Hugo Wieslander  | dziesięciobój | pchnięcie kulą             | 12,14                    | 734                      | 4                        |
| Hugo Wieslander  | dziesięciobój | skok wzwyż                 | 1,75                     | 790                      | 4.                       |
| Hugo Wieslander  | dziesięciobój | bieg 400 m                 | 53,6                     | 804,48                   | 8.                       |
| Hugo Wieslander  | dziesięciobój | rzut dyskiem               | 36,29                    | 803,54                   | 4.                       |
| Hugo Wieslander  | dziesięciobój | bieg na 110 m przez płotki | 17,2                     | 791,00                   | 11.                      |
| Hugo Wieslander  | dziesięciobój | skok o tyczce              | 3,10                     | 670,6                    | 8.                       |
| Hugo Wieslander  | dziesięciobój | rzut oszczepem             | 50,40                    | 878,175                  | 1.                       |
| Hugo Wieslander  | dziesięciobój | bieg na 1500 m             | 4:45,0                   | 750,4                    | 6.                       |
| Hugo Wieslander  | dziesięciobój | Finał                      |                          | 7724,495                 | złoto                    |
| Charles Lomberg  | dziesięciobój | bieg 100 m                 | 11,8                     | 762,0                    | 13.                      |
| Charles Lomberg  | dziesięciobój | skok w dal                 | 6,87                     | 850,55                   | 1.                       |
| Charles Lomberg  | dziesięciobój | pchnięcie kulą             | 11,67                    | 687                      | 5.                       |
| Charles Lomberg  | dziesięciobój | skok wzwyż                 | 1,80                     | 860                      | 2.                       |
| Charles Lomberg  | dziesięciobój | bieg 400 m                 | 55,0                     | 751,84                   | 12.                      |
| Charles Lomberg  | dziesięciobój | rzut dyskiem               | 35,35                    | 767,82                   | 6.                       |
| Charles Lomberg  | dziesięciobój | bieg na 110 m przez płotki | 17,6                     | 753,00                   | 14.                      |
| Charles Lomberg  | dziesięciobój | skok o tyczce              | 3,25                     | 751,6                    | 3.                       |
| Charles Lomberg  | dziesięciobój | rzut oszczepem             | 41,83                    | 642,500                  | 7.                       |
| Charles Lomberg  | dziesięciobój | bieg na 1500 m             | 5:12,2                   | 587,2                    | 12.                      |
| Charles Lomberg  | dziesięciobój | Finał                      |                          | 7413,510                 | srebro                   |
| Gösta Holmér     | dziesięciobój | bieg 100 m                 | 11,4                     | 857,2                    | 7.                       |
| Gösta Holmér     | dziesięciobój | skok w dal                 | 5,98                     | 632,50                   | 19.                      |
| Gösta Holmér     | dziesięciobój | pchnięcie kulą             | 10,98                    | 618                      | 12.                      |
| Gösta Holmér     | dziesięciobój | skok wzwyż                 | 1,70                     | 720                      | 7.                       |
| Gösta Holmér     | dziesięciobój | bieg 400 m                 | 53,2                     | 819,52                   | 6.                       |
| Gösta Holmér     | dziesięciobój | rzut dyskiem               | 31,78                    | 632,16                   | 8.                       |
| Gösta Holmér     | dziesięciobój | bieg na 110 m przez płotki | 17,0                     | 810,00                   | 8.                       |
| Gösta Holmér     | dziesięciobój | skok o tyczce              | 3,20                     | 724,6                    | 7.                       |
| Gösta Holmér     | dziesięciobój | rzut oszczepem             | 46,28                    | 764,875                  | 3.                       |
| Gösta Holmér     | dziesięciobój | bieg na 1500 m             | 4:41,9                   | 769,0                    | 2.                       |
| Gösta Holmér     | dziesięciobój | Finał                      |                          | 7347,855                 | brąz                     |
| Erik Kugelberg   | dziesięciobój | bieg 100 m                 | 12,3                     | 643,0                    | 22.                      |
| Erik Kugelberg   | dziesięciobój | skok w dal                 | 6,20                     | 686,40                   | 13.                      |
| Erik Kugelberg   | dziesięciobój | pchnięcie kulą             | 9,98                     | 518                      | 19.                      |
| Erik Kugelberg   | dziesięciobój | skok wzwyż                 | 1,65                     | 650                      | 13.                      |
| Erik Kugelberg   | dziesięciobój | bieg 400 m                 | 55,7                     | 725,52                   | 14.                      |
| Erik Kugelberg   | dziesięciobój | rzut dyskiem               | 31,48                    | 620,76                   | 10.                      |
| Erik Kugelberg   | dziesięciobój | bieg na 110 m przez płotki | 17,2                     | 791,0                    | 11.                      |
| Erik Kugelberg   | dziesięciobój | skok o tyczce              | 3,00                     | 616,6                    | 9.                       |
| Erik Kugelberg   | dziesięciobój | rzut oszczepem             | 45,67                    | 748,100                  | 5.                       |
| Erik Kugelberg   | dziesięciobój | bieg na 1500 m             | 4:43,5                   | 759,4                    | 3.                       |
| Erik Kugelberg   | dziesięciobój | Finał                      |                          | 6758,780                 | 8.                       |
| Einar Nilsson    | dziesięciobój | bieg 100 m                 | 11,5                     | 833,4                    | 8.                       |
| Einar Nilsson    | dziesięciobój | skok w dal                 | 5,72                     | 568,80                   | 24.                      |
| Einar Nilsson    | dziesięciobój | pchnięcie kulą             | 12,83                    | 803                      | 2.                       |
| Einar Nilsson    | dziesięciobój | skok wzwyż                 | 1,70                     | 720                      | 7.                       |
| Einar Nilsson    | dziesięciobój | bieg 400 m                 | Nie stanął na starcie    | Nie stanął na starcie    | Nie stanął na starcie    |
| Einar Nilsson    | dziesięciobój | rzut dyskiem               | –                        | –                        | –                        |
| Einar Nilsson    | dziesięciobój | bieg na 110 m przez płotki | –                        | –                        | –                        |
| Einar Nilsson    | dziesięciobój | skok o tyczce              | –                        | –                        | –                        |
| Einar Nilsson    | dziesięciobój | rzut oszczepem             | –                        | –                        | –                        |
| Einar Nilsson    | dziesięciobój | bieg na 1500 m             | –                        | –                        | –                        |
| Einar Nilsson    | dziesięciobój | Finał                      |                          | Nie ukończył konkurencji | Nie ukończył konkurencji |
| Skotte Jacobsson | dziesięciobój | bieg 100 m                 | 11,0                     | 952,4                    | 1.                       |
| Skotte Jacobsson | dziesięciobój | skok w dal                 | 6,46                     | 750,10                   | 6.                       |
| Skotte Jacobsson | dziesięciobój | pchnięcie kulą             | 9,35                     | 455                      | 26.                      |
| Skotte Jacobsson | dziesięciobój | skok wzwyż                 | 1,55                     | 510                      | 20.                      |
| Skotte Jacobsson | dziesięciobój | bieg 400 m                 | Nie stanął na starcie    | Nie stanął na starcie    | Nie stanął na starcie    |
| Skotte Jacobsson | dziesięciobój | rzut dyskiem               | –                        | –                        | –                        |
| Skotte Jacobsson | dziesięciobój | bieg na 110 m przez płotki | –                        | –                        | –                        |
| Skotte Jacobsson | dziesięciobój | skok o tyczce              | –                        | –                        | –                        |
| Skotte Jacobsson | dziesięciobój | rzut oszczepem             | –                        | –                        | –                        |
| Skotte Jacobsson | dziesięciobój | bieg na 1500 m             | –                        | –                        | –                        |
| Skotte Jacobsson | dziesięciobój | Finał                      |                          | Nie ukończył konkurencji | Nie ukończył konkurencji |
| Gunnar Rönström  | dziesięciobój | bieg 100 m                 | 12,3                     | 643,0                    | 22.                      |
| Gunnar Rönström  | dziesięciobój | skok w dal                 | 5,99                     | 634,95                   | 18.                      |
| Gunnar Rönström  | dziesięciobój | pchnięcie kulą             | 10,69                    | 589                      | 13.                      |
| Gunnar Rönström  | dziesięciobój | skok wzwyż                 | 1,60                     | 580                      | 18.                      |
| Gunnar Rönström  | dziesięciobój | bieg 400 m                 | Nie stanął na starcie    | Nie stanął na starcie    | Nie stanął na starcie    |
| Gunnar Rönström  | dziesięciobój | rzut dyskiem               | –                        | –                        | –                        |
| Gunnar Rönström  | dziesięciobój | bieg na 110 m przez płotki | –                        | –                        | –                        |
| Gunnar Rönström  | dziesięciobój | skok o tyczce              | –                        | –                        | –                        |
| Gunnar Rönström  | dziesięciobój | rzut oszczepem             | –                        | –                        | –                        |
| Gunnar Rönström  | dziesięciobój | bieg na 1500 m             | –                        | –                        | –                        |
| Gunnar Rönström  | dziesięciobój | Finał                      |                          | Nie ukończył konkurencji | Nie ukończył konkurencji |
| iktor Hackberg   | dziesięciobój | bieg 100 m                 | 12,5                     | 595,4                    | 28.                      |
| iktor Hackberg   | dziesięciobój | skok w dal                 | 5,64                     | 549,20                   | 25.                      |
| iktor Hackberg   | dziesięciobój | pchnięcie kulą             | 10,30                    | 550                      | 15.                      |
| iktor Hackberg   | dziesięciobój | skok wzwyż                 | Nie stanął na starcie    | Nie stanął na starcie    | Nie stanął na starcie    |
| iktor Hackberg   | dziesięciobój | bieg 400 m                 | –                        | –                        | –                        |
| iktor Hackberg   | dziesięciobój | rzut dyskiem               | –                        | –                        | –                        |
| iktor Hackberg   | dziesięciobój | bieg na 110 m przez płotki | –                        | –                        | –                        |
| iktor Hackberg   | dziesięciobój | skok o tyczce              | –                        | –                        | –                        |
| iktor Hackberg   | dziesięciobój | rzut oszczepem             | –                        | –                        | –                        |
| iktor Hackberg   | dziesięciobój | bieg na 1500 m             | –                        | –                        | –                        |
| iktor Hackberg   | dziesięciobój | Finał                      |                          | Nie ukończył konkurencji | Nie ukończył konkurencji |

### Pięciobój nowoczesny
| Zawodnik          | Konkurencja   | Strzelanie | Strzelanie | Strzelanie | Pływanie        | Pływanie        | Pływanie        | Szermierka                 | Szermierka                 | Szermierka                 | Jazda konna                | Jazda konna                | Jazda konna                | Bieg przełajowy            | Bieg przełajowy            | Bieg przełajowy            | Suma punktów               | Pozycja                    |
| Zawodnik          | Konkurencja   | Wynik      | M.         | Punkty     | Czas            | M.              | Punkty          | Wygrane                    | M.                         | Punkty                     | Kary                       | M.                         | Punkty                     | Czas                       | M.                         | Punkty                     | Suma punktów               | Pozycja                    |
| ----------------- | ------------- | ---------- | ---------- | ---------- | --------------- | --------------- | --------------- | -------------------------- | -------------------------- | -------------------------- | -------------------------- | -------------------------- | -------------------------- | -------------------------- | -------------------------- | -------------------------- | -------------------------- | -------------------------- |
| Gösta Åsbrink     | indywidualnie | 193        | 1.         | 1          | 5:46,0          | 4.              | 4               | 12                         | 15.                        | 15                         | 0                          | 7.                         | 7                          | 19:00,9                    | 1.                         | 1.                         | 28                         | srebro                     |
| Georg de Laval    | indywidualnie | 192        | 2.         | 2          | 5:28,0          | 3.              | 3               | 15                         | 10.                        | 10                         | 0                          | 3.                         | 3                          | 21:56,2                    | 12.                        | 12                         | 30                         | brąz                       |
| Gösta Lilliehöök  | indywidualnie | 192        | 3.         | 3          | 6:05,8          | 10.             | 10              | 17                         | 5.                         | 5                          | 0                          | 4.                         | 4                          | 20:32,9                    | 5.                         | 5                          | 27                         | złoto                      |
| Patrik de Laval   | indywidualnie | 188        | 5.         | 5          | 6:54,4          | 17.             | 17              | 13                         | 13.                        | 13                         | 2                          | 17.                        | 17                         | 24:19,6                    | 20.                        | 20                         | 72                         | 14.                        |
| Erik de Laval     | indywidualnie | 185        | 7.         | 7          | 6:20,0          | 13.             | 13              | 15                         | 11.                        | 11                         | Dyskwalifikacja            | Dyskwalifikacja            | Dyskwalifikacja            | Nie ukończył konkurencji   | Nie ukończył konkurencji   | Nie ukończył konkurencji   | Nie ukończył konkurencji   | Nie ukończył konkurencji   |
| Eric Carlberg     | indywidualnie | 185        | 8.         | 8          | Nie wystartował | Nie wystartował | Nie wystartował | Nie ukończył konkurencji\| | Nie ukończył konkurencji\| | Nie ukończył konkurencji\| | Nie ukończył konkurencji\| | Nie ukończył konkurencji\| | Nie ukończył konkurencji\| | Nie ukończył konkurencji\| | Nie ukończył konkurencji\| | Nie ukończył konkurencji\| | Nie ukończył konkurencji\| | Nie ukończył konkurencji\| |
| Erik Wersäll      | indywidualnie | 182        | 9.         | 9          | 5:56,2          | 8.              | 8               | 7                          | 21.                        | 21                         | 7                          | 19.                        | 19                         | 20:36,0                    | 6.                         | 6                          | 63                         | 9.                         |
| James Stranne     | indywidualnie | 176        | 11.        | 11         | 6:00,8          | 9.              | 9               | 21                         | 3.                         | 3                          | 0                          | 8.                         | 8                          | 21:45,1                    | 11.                        | 11                         | 42                         | 6.                         |
| Nils Häggström    | indywidualnie | 180        | 13.        | 13         | 6:35,8          | 15.             | 15              | 11                         | 18.                        | 18                         | 7                          | 20.                        | 20                         | 19:04,0                    | 2.                         | 2                          | 68                         | 12.                        |
| Bror Mannström    | indywidualnie | 171        | 14.        | 14         | 6:28,8          | 14.             | 14              | 12                         | 16.                        | 16                         | 0                          | 2.                         | 2                          | 21:21,9                    | 9.                         | 9                          | 55                         | 7.                         |
| Åke Grönhagen     | indywidualnie | 158        | 18.        | 18         | 5:49,6          | 5.              | 5               | 24                         | 1.                         | 1                          | 0                          | 1.                         | 1                          | 21:41,6                    | 10.                        | 10                         | 35                         | 4.                         |
| Gustaf Lewenhaupt | indywidualnie | 148        | 24.        | 24         | 6:10,4          | 12.             | 12              | 8                          | 19.                        | 19                         | 2                          | 15.                        | 15                         | 20:16,7                    | 4.                         | 4                          | 74                         | 17.                        |

### Piłka nożna
Reprezentacja mężczyzn
| - Karl Ansén - Helge Ekroth - Erik Börjesson - Ivar Svensson - Herman Myhrberg - Karl Gustafsson - Gustav Sandberg |  | - Ragnar Wicksell - Jacob Levin - Erik Bergström - Josef Börjesson - Erik Dahlström - Götrik Frykman - Konrad Törnqvist |

Reprezentacja Szwecji w pierwszej rundzie turnieju głównego uległa reprezentacji Holandii. W turnieju pocieszenia w pierwszej rundzie uległa reprezentacji Włoch i ostatecznie zajęła 9. miejsce.

#### Pierwsza runda
| 29 czerwca 1912 19:00 | Szwecja · Ivar Svensson 3', 80' · Erik Börjesson 62' (k) | 3 : 4 (dog.)(3:4, 3:3, 1:2) | Holandia · 28', 52' Nico Bouvy · 43', 91' Jan Vos | Stadion Olimpijski, Sztokholm Widzów: 14 000 Sędzia: George Wagstaffe Simmons |
|                       |                                                          |                             |                                                   |                                                                               |

#### I runda turnieju
| 1 lipca 1912 19:00 | Włochy · Franco Bontadini 15' | 1 : 0(1:0) | Szwecja | Idrottsplats Råsunda, Solna Widzów: 2500 Sędzia: Herbert James Willing |
|                    |                               |            |         |                                                                        |

### Przeciąganie liny
Do zawodów zgłosiły się tylko dwa zespoły.
| Zawodnik | Ćwierćfinał      | Półfinał         | Finał               | Miejsce |
| Zawodnik | Przeciwnik Wynik | Przeciwnik Wynik | Przeciwnik Wynik    | Miejsce |
| --- | ---------------- | ---------------- | ------------------- | ------- |
| Arvid Andersson Adolf Bergman Johan Edman Erik Algot Fredriksson Carl Jonsson Erik Larsson August Gustafsson Herbert Lindström |                  |                  | Wielka Brytania · W | złoto   |

### Piłka wodna
- Reprezentacja mężczyzn

| - Torsten Kumfeldt - Harald Julin - Max Gumpel - Robert Andersson |  | - Pontus Hanson - Vilhelm Andersson - Erik Bergqvist |

Reprezentacja Szwecji w turnieju głównym uległa w półfinale reprezentacji Wielkiej Brytanii. W finale turnieju o srebrny i brązowy medal reprezentanci Szwecji pokonali reprezentację Belgii i zdobyli Srebrny medal.
Turniej główny

#### Ćwierćfinał
| 8 lipca 1912 | Szwecja | 7:2 | Francja |  |
|              |         |     |         |  |

#### Półfinał
| 11 lipca 1912 | Wielka Brytania | 6:3 | Szwecja |  |
|               |                 |     |         |  |

Turniej o srebrny medal

#### II runda
| 14 lipca 1912 | Szwecja | 8:1 | Cesarstwo Austrii |  |
|               |         |     |                   |  |

#### Mecz o srebrny medal
| 15 lipca 1912 | Belgia | 2:4 | Szwecja |  |
|               |        |     |         |  |

### Pływanie
Mężczyźni
| Konkurencja       | Zawodnik           | Eliminacje           | Eliminacje           | Ćwierćfinał           | Ćwierćfinał           | Półfinał             | Półfinał             | Finał                | Finał                |
| Konkurencja       | Zawodnik           | Czas                 | Miejsce              | Czas                  | Miejsce               | Czas                 | Miejsce              | Czas                 | Miejsce              |
| ----------------- | ------------------ | -------------------- | -------------------- | --------------------- | --------------------- | -------------------- | -------------------- | -------------------- | -------------------- |
| 100 m dowolnym    | Robert Andersson   | 1:09,4               | 2.                   | 1:10,0                | 4.                    | Nie awansował        | Nie awansował        | Nie awansował        | Nie awansował        |
| 100 m dowolnym    | Erik Andersson     | b.d                  | 4.                   | Nie awansował         | Nie awansował         | Nie awansował        | Nie awansował        | Nie awansował        | Nie awansował        |
| 100 m dowolnym    | Harald Julin       | 1:11,8               | 2.                   | Nie stanął na starcie | Nie stanął na starcie | Nie awansował        | Nie awansował        | Nie awansował        | Nie awansował        |
| 100 m dowolnym    | Erik Bergqvist     | 1:17,8               | 2.                   | Nie stanął na starcie | Nie stanął na starcie | Nie awansował        | Nie awansował        | Nie awansował        | Nie awansował        |
| 400 m dowolnym    | Eskil Wedholm      | 6:29,8               | 3.                   |                       |                       | Nie awansował        | Nie awansował        | Nie awansował        | Nie awansował        |
| 400 m dowolnym    | Nils-Erik Haglund  | 6:23,4               | 4.                   |                       |                       | Nie awansował        | Nie awansował        | Nie awansował        | Nie awansował        |
| 400 m dowolnym    | David Theander     | Nie ukończył wyścigu | Nie ukończył wyścigu |                       |                       | Nie awansował        | Nie awansował        | Nie awansował        | Nie awansował        |
| 1500 m dowolnym   | Vilhelm Andersson  | 23:12,2              | 1.                   |                       |                       | 23:14,4              | 4.                   | Nie awansował        | Nie awansował        |
| 1500 m dowolnym   | Eskil Wedholm      | 27:38,0              | 3.                   |                       |                       | nie awansował        | nie awansował        | nie awansował        | nie awansował        |
| 1500 m dowolnym   | Gustav Collin      | 27:05,2              | 4.                   |                       |                       | Nie awansował        | Nie awansował        | Nie awansował        | Nie awansował        |
| 100 m grzbietowym | Åke Bergman        | 1:33,8               | 3.                   |                       |                       | Nie awansował        | Nie awansował        | Nie awansował        | Nie awansował        |
| 100 m grzbietowym | Hugo Lundevall     | 1:46,8               | 3.                   |                       |                       | Nie awansował        | Nie awansował        | Nie awansował        | Nie awansował        |
| 100 m grzbietowym | Gunnar Sundman     | 1:31,2               | 3.                   |                       |                       | 1:35,0               | 5.                   | Nie awansował        | Nie awansował        |
| 200 m klasycznym  | Thor Henning       | 3:14,0               | 2.                   |                       |                       | 3:10,4               | 2.                   | Nie ukończył wyścigu | Nie ukończył wyścigu |
| 200 m klasycznym  | Nils Andersson     | 3:20,6               | 3.                   |                       |                       | Nie awansował        | Nie awansował        | Nie awansował        | Nie awansował        |
| 200 m klasycznym  | Fredrik Löwenadler | 3:22,2               | 3.                   |                       |                       | Nie awansował        | Nie awansował        | Nie awansował        | Nie awansował        |
| 200 m klasycznym  | Pontus Hanson      | 3:14,2               | 2.                   |                       |                       | Nie ukończył wyścigu | Nie ukończył wyścigu | Nie awansował        | Nie awansował        |
| 200 m klasycznym  | Harald Julin       | 3:12,8               | 2.                   |                       |                       | 3:10,6               | 3.                   | Nie awansował        | Nie awansował        |
| 200 m klasycznym  | Sven Hanson        | 3:24,4               | 5.                   |                       |                       | Nie awansował        | Nie awansował        | Nie awansował        | Nie awansował        |
| 200 m klasycznym  | Oscar Hamrén       | b.d                  | 6.                   |                       |                       | Nie awansował        | Nie awansował        | Nie awansował        | Nie awansował        |
| 400 m klasycznym  | Thor Henning       | 6:52,4               | 1.                   |                       |                       | 6:32,0               | 2.                   | 6:35,6               | srebro               |
| 400 m klasycznym  | Nils Andersson     | 7:17,0               | 3.                   |                       |                       | Nie awansował        | Nie awansował        | Nie awansował        | Nie awansował        |

Kobiety
| Konkurencja        | Zawodnik                                                  | Eliminacje | Eliminacje | Półfinał       | Półfinał       | Finał          | Finał          |
| Konkurencja        | Zawodnik                                                  | Czas       | Miejsce    | Czas           | Miejsce        | Czas           | Miejsce        |
| ------------------ | --------------------------------------------------------- | ---------- | ---------- | -------------- | -------------- | -------------- | -------------- |
| 100 m dowolnym     | Greta Johansson                                           | 1:41,4     | 4.         | Nie awansowała | Nie awansowała | Nie awansowała | Nie awansowała |
| 100 m dowolnym     | Karin Lundgren                                            | 1:44,8     | 5.         | Nie awansowała | Nie awansowała | Nie awansowała | Nie awansowała |
| 100 m dowolnym     | Sonja Johnsson                                            | b.d        | 6.         | Nie awansowała | Nie awansowała | Nie awansowała | Nie awansowała |
| 100 m dowolnym     | Elsa Björklund                                            | b.d        | 6.         | Nie awansowała | Nie awansowała | Nie awansowała | Nie awansowała |
| 100 m dowolnym     | Greta Carlsson                                            | b.d        | 5.         | Nie awansowała | Nie awansowała | Nie awansowała | Nie awansowała |
| 100 m dowolnym     | Vera Thulin                                               | 1:44,0     | 3.         | Nie awansowała | Nie awansowała | Nie awansowała | Nie awansowała |
| 4 × 100 m dowolnym | Greta Carlsson Greta Johansson Sonja Johnsson Vera Thulin |            |            |                |                | b.d            | 4.             |

### Skoki do wody
Mężczyźni
| Konkurencja              | Zawodnik           | Eliminacje | Eliminacje | Półfinał | Półfinał | Finał         | Finał         |
| Konkurencja              | Zawodnik           | Wynik      | Pozycja    | Wynik    | Pozycja  | Wynik         | Pozycja       |
| ------------------------ | ------------------ | ---------- | ---------- | -------- | -------- | ------------- | ------------- |
| wieża 10 m               | Torsten Eriksson   | 35,8       | 2.         |          |          | Nie awansował | Nie awansował |
| wieża 10 m               | Alfred Johansson   | 34,7       | 4.         |          |          | Nie awansował | Nie awansował |
| wieża 10 m               | Elis Holmer        | 30,2       | 6.         |          |          | Nie awansował | Nie awansował |
| wieża 10 m               | John Jansson       | 38,3       | 1.         |          |          | 39,1          | brąz          |
| wieża 10 m               | Gunnar Ekstrand    | 35,3       | 4.         |          |          | Nie awansował | Nie awansował |
| wieża 10 m               | Hjalmar Johansson  | 40,1       | 1.         |          |          | 39,3          | srebro        |
| wieża 10 m               | Axel Runström      | 38,3       | 3.         |          |          | 36,0          | 6.            |
| wieża 10 m               | Ernst Brandsten    | 37,7       | 4.         |          |          | 36,2          | 7.            |
| wieża 10 m               | Viktor Crondahl    | 37,0       | 5.         |          |          | 37,1          | 4.            |
| wieża 10 m               | Jens Stefenson     | 31,2       | 9.         |          |          | Nie awansował | Nie awansował |
| wieża 10 m               | Erik Adlerz        | 39,9       | 1.         |          |          | 40,0          | złoto         |
| wieża 10 m               | Sven Montan        | 30,2       | 7.         |          |          | Nie awansował | Nie awansował |
| trampolina 3m            | Ernst Brandsten    | 65,02      | 4.         |          |          | Nie awansował | Nie awansował |
| trampolina 3m            | Sven Nylund        | 62,60      | 5.         |          |          | Nie awansował | Nie awansował |
| trampolina 3m            | Eskil Brodd        | 62,60      | 6.         |          |          | Nie awansował | Nie awansował |
| trampolina 3m            | John Jansson       | 77,77      | 1.         |          |          | 69,64         | 7.            |
| trampolina 3m            | Ernst Eklund       | 53,02      | 3.         |          |          | Nie awansował | Nie awansował |
| trampolina 3m            | Ernfrid Appelqvist | 62,61      | 5.         |          |          | Nie awansował | Nie awansował |
| trampolina 3m            | Axel Runström      | 58,42      | 6.         |          |          | Nie awansował | Nie awansował |
| trampolina 3m            | Erik Tjäder        | 53,56      | 7.         |          |          | Nie awansował | Nie awansował |
| skoki standard i dowolne | Hjalmar Johansson  | 68,06      | 1.         |          |          | 67,80         | 4.            |
| skoki standard i dowolne | Gösta Sjöberg      | 62,08      | 4.         |          |          | Nie awansował | Nie awansował |
| skoki standard i dowolne | Ernst Brandsten    | 61,42      | 5.         |          |          | Nie awansował | Nie awansował |
| skoki standard i dowolne | John Jansson       | 59,75      | 7.         |          |          | Nie awansował | Nie awansował |
| skoki standard i dowolne | Erik Adlerz        | 74,76      | 1.         |          |          | 73,94         | złoto         |
| skoki standard i dowolne | Gustaf Blomgren    | 68,50      | 2.         |          |          | 69,56         | brąz          |
| skoki standard i dowolne | Harald Arbin       | 62,75      | 3.         |          |          | 62,62         | 6.            |
| skoki standard i dowolne | Ernst Eklund       | 59,94      | 4.         |          |          | Nie awansował | Nie awansował |
| skoki standard i dowolne | Alvin Carlsson     | 66,98      | 1.         |          |          | 63,16         | 7.            |
| skoki standard i dowolne | Robert Andersson   | 60,39      | 4.         |          |          | Nie awansował | Nie awansował |
| skoki standard i dowolne | Jens Stefenson     | 41,54      | 5.         |          |          | Nie awansował | Nie awansował |

Kobiety
| Konkurencja              | Zawodnik        | Eliminacje | Eliminacje | Półfinał | Półfinał | Finał          | Finał          |
| Konkurencja              | Zawodnik        | Wynik      | Pozycja    | Wynik    | Pozycja  | Wynik          | Pozycja        |
| ------------------------ | --------------- | ---------- | ---------- | -------- | -------- | -------------- | -------------- |
| skoki standard i dowolne | Greta Johansson | 36,2       | 1.         |          |          | 39,9           | złoto          |
| skoki standard i dowolne | Lisa Regnell    | 34,1       | 2.         |          |          | 36,0           | srebro         |
| skoki standard i dowolne | Tora Larsson    | 31,0       | 4.         |          |          | 26,8           | 8.             |
| skoki standard i dowolne | Selma Andersson | 30,6       | 5.         |          |          | 28,3           | 7.             |
| skoki standard i dowolne | Elsa Andersson  | 29,7       | 6.         |          |          | 31,3           | 6.             |
| skoki standard i dowolne | Willy Thulin    | 25,0       | 7.         |          |          | Nie awansowała | Nie awansowała |
| skoki standard i dowolne | Märta Adlerz    | 21,9       | 8.         |          |          | Nie awansowała | Nie awansowała |
| skoki standard i dowolne | Ella Eklund     | 34,4       | 1.         |          |          | 31,9           | 5.             |
| skoki standard i dowolne | Elsa Regnell    | 34,9       | 2.         |          |          | 33,2           | 4.             |
| skoki standard i dowolne | Gerda Johansson | 28,7       | 3.         |          |          | Nie awansowała | Nie awansowała |
| skoki standard i dowolne | Dagmar Nilsson  | 27,3       | 4.         |          |          | Nie awansowała | Nie awansowała |
| skoki standard i dowolne | Ester Edström   | 26,3       | 5.         |          |          | Nie awansowała | Nie awansowała |

### Strzelectwo
| Konkurencja                                      | Zawodnik                                                                                           | Finał | Finał   |
| Konkurencja                                      | Zawodnik                                                                                           | Wynik | Pozycja |
| ------------------------------------------------ | -------------------------------------------------------------------------------------------------- | ----- | ------- |
| karabin dowolny 600 m                            | Werner Jernström                                                                                   | 88    | 6.      |
| karabin dowolny 600 m                            | Carl Wallenborg                                                                                    | 87    | 11.     |
| karabin dowolny 600 m                            | Emil Gustafsson                                                                                    | 85    | 15.     |
| karabin dowolny 600 m                            | Hugo Johansson                                                                                     | 82    | 23.     |
| karabin dowolny 600 m                            | Carl-Johan Sund                                                                                    | 82    | 24.     |
| karabin dowolny 600 m                            | Tönnes Björkman                                                                                    | 81    | 25.     |
| karabin dowolny 600 m                            | Erik Ohlsson                                                                                       | 81    | 28.     |
| karabin dowolny 600 m                            | Leon Lagerlöf                                                                                      | 81    | 29.     |
| karabin dowolny 600 m                            | Robert Jonsson                                                                                     | 79    | 36.     |
| karabin dowolny 600 m                            | Mauritz Eriksson                                                                                   | 77    | 38.     |
| karabin dowolny 600 m                            | Ruben Örtegren                                                                                     | 74    | 49.     |
| karabin dowolny 600 m                            | Torsten Nyström                                                                                    | 69    | 66.     |
| karabin wojskowy trzy postawy 300 m              | Nils Romander                                                                                      | 94    | 5.      |
| karabin wojskowy trzy postawy 300 m              | Carl Flodström                                                                                     | 91    | 8.      |
| karabin wojskowy trzy postawy 300 m              | Tönnes Björkman                                                                                    | 88    | 14.     |
| karabin wojskowy trzy postawy 300 m              | Gustaf Adolf Jonsson                                                                               | 88    | 16.     |
| karabin wojskowy trzy postawy 300 m              | Per-Olof Arvidsson                                                                                 | 87    | 18.     |
| karabin wojskowy trzy postawy 300 m              | Erik Jonsson                                                                                       | 86    | 19.     |
| karabin wojskowy trzy postawy 300 m              | Per Stridfeldt                                                                                     | 86    | 20.     |
| karabin wojskowy trzy postawy 300 m              | Erik Ohlsson                                                                                       | 86    | 21.     |
| karabin wojskowy trzy postawy 300 m              | Torsten Nyström                                                                                    | 81    | 40.     |
| karabin wojskowy trzy postawy 300 m              | Werner Jernström                                                                                   | 75    | 53.     |
| karabin wojskowy trzy postawy 300 m              | Arvid Hoflund                                                                                      | 70    | 64.     |
| karabin wojskowy trzy postawy 300 m              | Carl Wallenborg                                                                                    | 56    | 83.     |
| karabin wojskowy drużynowo                       | Mauritz Eriksson Werner Jernström Tönnes Björkman Carl Björkman Bernhard Larsson Hugo Johansson    | 1570  | brąz    |
| karabin dowolny 3 postawy                        | Hugo Johansson                                                                                     | 959   | 4.      |
| karabin dowolny 3 postawy                        | Bernhard Larsson                                                                                   | 954   | 6.      |
| karabin dowolny 3 postawy                        | Tönnes Björkman                                                                                    | 947   | 8.      |
| karabin dowolny 3 postawy                        | Erik Blomqvist                                                                                     | 932   | 10.     |
| karabin dowolny 3 postawy                        | Gustaf Adolf Jonsson                                                                               | 928   | 11.     |
| karabin dowolny 3 postawy                        | Mauritz Eriksson                                                                                   | 922   | 14.     |
| karabin dowolny 3 postawy                        | Werner Jernström                                                                                   | 912   | 20.     |
| karabin dowolny 3 postawy                        | Carl Björkman                                                                                      | 888   | 34.     |
| karabin dowolny 3 postawy                        | Robert Jonsson                                                                                     | 875   | 37.     |
| karabin dowolny 3 postawy                        | August Wikström                                                                                    | 870   | 42.     |
| karabin dowolny 3 postawy                        | Nils Skog                                                                                          | 869   | 43.     |
| karabin dowolny 3 postawy                        | Per-Olof Arvidsson                                                                                 | 839   | 48.     |
| karabin dowolny 3 postawy drużynowo              | Mauritz Eriksson Hugo Johansson Erik Blomqvist Carl Björkman Bernhard Larsson Gustaf Adolf Jonsson | 5655  | złoto   |
| karabin małokalibrowy znikająca tarcza 25 m      | Vilhelm Carlberg                                                                                   | 242   | złoto   |
| karabin małokalibrowy znikająca tarcza 25 m      | Johan Hübner von Holst                                                                             | 233   | srebro  |
| karabin małokalibrowy znikająca tarcza 25 m      | Gideon Ericsson                                                                                    | 231   | brąz    |
| karabin małokalibrowy znikająca tarcza 25 m      | Axel Gyllenkrok                                                                                    | 227   | 6.      |
| karabin małokalibrowy znikająca tarcza 25 m      | Robert Löfman                                                                                      | 221   | 10.     |
| karabin małokalibrowy znikająca tarcza 25 m      | Erik Odelberg                                                                                      | 219   | 11.     |
| karabin małokalibrowy znikająca tarcza 25 m      | Gustaf Boivie                                                                                      | 212   | 15.     |
| karabin małokalibrowy znikająca tarcza 25 m      | Eric Carlberg                                                                                      | 219   | 20.     |
| karabin małokalibrowy znikająca tarcza 25 m      | Axel Wahlstedt                                                                                     | 200   | 25.     |
| karabin małokalibrowy znikająca tarcza 25 m      | Arthur Nordenswan                                                                                  | 200   | 28.     |
| karabin małokalibrowy znikająca tarcza 25 m      | Robert Jonsson                                                                                     | 143   | 35.     |
| karabin małokalibrowy dowolna postawa 50 m       | Erik Boström                                                                                       | 189   | 8.      |
| karabin małokalibrowy dowolna postawa 50 m       | Johan Hübner von Holst                                                                             | 189   | 9.      |
| karabin małokalibrowy dowolna postawa 50 m       | Axel Wahlstedt                                                                                     | 187   | 11.     |
| karabin małokalibrowy dowolna postawa 50 m       | Fredrik Nyström                                                                                    | 187   | 15.     |
| karabin małokalibrowy dowolna postawa 50 m       | Arthur Nordenswan                                                                                  | 186   | 16.     |
| karabin małokalibrowy dowolna postawa 50 m       | Eric Carlberg                                                                                      | 186   | 17.     |
| karabin małokalibrowy dowolna postawa 50 m       | Ruben Örtegren                                                                                     | 186   | 19.     |
| karabin małokalibrowy dowolna postawa 50 m       | Ernst Johansson                                                                                    | 185   | 20.     |
| karabin małokalibrowy dowolna postawa 50 m       | Vilhelm Carlberg                                                                                   | 185   | 21.     |
| karabin małokalibrowy dowolna postawa 50 m       | Robert Löfman                                                                                      | 185   | 22.     |
| karabin małokalibrowy dowolna postawa 50 m       | Erik Odelberg                                                                                      | 179   | 28.     |
| karabin małokalibrowy dowolna postawa 50 m       | Gideon Ericsson                                                                                    | 157   | 39.     |
| karabin małokalibrowy znikająca tarcza drużynowo | Johan Hübner von Holst Eric Carlberg Vilhelm Carlberg Gustaf Boivie                                | 925   | złoto   |
| karabin małokalibrowy 50 m leżąc drużynowo       | Arthur Nordenswan Eric Carlberg Ruben Örtegren Vilhelm Carlberg                                    | 748   | srebro  |
| runda pojedyncza – sylwetka jelenia              | Alfred Swahn                                                                                       | 41    | złoto   |
| runda pojedyncza – sylwetka jelenia              | Åke Lundeberg                                                                                      | 41    | srebro  |
| runda pojedyncza – sylwetka jelenia              | Karl Larsson                                                                                       | 39    | 4.      |
| runda pojedyncza – sylwetka jelenia              | Oscar Swahn                                                                                        | 39    | 4.      |
| runda pojedyncza – sylwetka jelenia              | Anders Lindskog                                                                                    | 39    | 4.      |
| runda pojedyncza – sylwetka jelenia              | Adolph Cederström                                                                                  | 37    | 8.      |
| runda pojedyncza – sylwetka jelenia              | Johan Ekman                                                                                        | 34    | 11.     |
| runda pojedyncza – sylwetka jelenia              | Erik Sökjer-Petersén                                                                               | 34    | 11.     |
| runda pojedyncza – sylwetka jelenia              | Gustaf Lyman                                                                                       | 31    | 15.     |
| runda pojedyncza – sylwetka jelenia              | Emil Lindewald                                                                                     | 27    | 24.     |
| runda pojedyncza – sylwetka jelenia              | Per-Olof Arvidsson                                                                                 | 26    | 26.     |
| runda pojedyncza – sylwetka jelenia              | Edward Benedicks                                                                                   | 26    | 26.     |
| runda podwójna – sylwetka jelenia                | Åke Lundeberg                                                                                      | 79    | złoto   |
| runda podwójna – sylwetka jelenia                | Edward Benedicks                                                                                   | 74    | srebro  |
| runda podwójna – sylwetka jelenia                | Oscar Swahn                                                                                        | 72    | brąz    |
| runda podwójna – sylwetka jelenia                | Alfred Swahn                                                                                       | 68    | 4.      |
| runda podwójna – sylwetka jelenia                | Per-Olof Arvidsson                                                                                 | 68    | 4.      |
| runda podwójna – sylwetka jelenia                | Anders Lindskog                                                                                    | 67    | 6.      |
| runda podwójna – sylwetka jelenia                | Erik Sökjer-Petersén                                                                               | 65    | 7.      |
| runda podwójna – sylwetka jelenia                | Emil Lindewald                                                                                     | 64    | 8.      |
| runda podwójna – sylwetka jelenia                | Gustaf Lyman                                                                                       | 61    | 9.      |
| runda podwójna – sylwetka jelenia                | Hjalmar Frisell                                                                                    | 58    | 12.     |
| runda podwójna – sylwetka jelenia                | Johan Ekman                                                                                        | 58    | 12.     |
| runda podwójna – sylwetka jelenia                | Wilhelm Dybäck                                                                                     | 57    | 14.     |
| runda pojedyncza – sylwetka jelenia drużynowo    | Oscar Swahn Åke Lundeberg Alfred Swahn Per-Olof Arvidsson                                          | 151   | złoto   |
| pistolet pojedynkowy 30 m                        | Paul Palén                                                                                         | 286   | srebro  |
| pistolet pojedynkowy 30 m                        | Johan Hübner von Holst                                                                             | 283   | brąz    |
| pistolet pojedynkowy 30 m                        | Ivan Törnmarck                                                                                     | 280   | 5.      |
| pistolet pojedynkowy 30 m                        | Eric Carlberg                                                                                      | 278   | 6.      |
| pistolet pojedynkowy 30 m                        | Georg de Laval                                                                                     | 277   | 7.      |
| pistolet pojedynkowy 30 m                        | Gustaf Boivie                                                                                      | 272   | 11.     |
| pistolet pojedynkowy 30 m                        | Patrik de Laval                                                                                    | 268   | 13.     |
| pistolet pojedynkowy 30 m                        | Vilhelm Carlberg                                                                                   | 274   | 15.     |
| pistolet pojedynkowy 30 m                        | Erik Boström                                                                                       | 274   | 17.     |
| pistolet pojedynkowy 30 m                        | Frans-Albert Schartau                                                                              | 270   | 18.     |
| pistolet pojedynkowy 30 m                        | Axel Gyllenkrok                                                                                    | 255   | 30.     |
| pistolet pojedynkowy 30 m                        | Hugo Cederschiöld                                                                                  | 225   | 37.     |
| pistolet dowolny indywidualnie                   | Georg de Laval                                                                                     | 470   | 4.      |
| pistolet dowolny indywidualnie                   | Erik Boström                                                                                       | 468   | 5.      |
| pistolet dowolny indywidualnie                   | Ivan Törnmarck                                                                                     | 453   | 11.     |
| pistolet dowolny indywidualnie                   | Eric Carlberg                                                                                      | 452   | 12.     |
| pistolet dowolny indywidualnie                   | Vilhelm Carlberg                                                                                   | 446   | 16.     |
| pistolet dowolny indywidualnie                   | Fredrik Nyström                                                                                    | 426   | 25.     |
| pistolet dowolny indywidualnie                   | Robert Löfman                                                                                      | 423   | 29.     |
| pistolet dowolny indywidualnie                   | Paul Palén                                                                                         | 410   | 36.     |
| pistolet dowolny indywidualnie                   | Gideon Ericsson                                                                                    | 408   | 37.     |
| pistolet dowolny indywidualnie                   | Gustaf Boivie                                                                                      | 401   | 42.     |
| pistolet dowolny indywidualnie                   | Gustaf Stiernspetz                                                                                 | 357   | 48.     |
| pistolet dowolny indywidualnie                   | Hugo Cederschiöld                                                                                  | 352   | 51.     |
| pistolet pojedynkowy drużynowo                   | Eric Carlberg Vilhelm Carlberg Johan Hübner von Holst Paul Palén                                   | 1145  | złoto   |
| pistolet dowolny drużynowo                       | Georg de Laval Eric Carlberg Vilhelm Carlberg Erik Boström                                         | 1849  | srebro  |
| trap indywidualnie                               | Åke Lundeberg                                                                                      | 84    | 17.     |
| trap indywidualnie                               | Alfred Swahn                                                                                       | 82    | 21.     |
| trap indywidualnie                               | Hjalmar Frisell                                                                                    | 38    | 29.     |
| trap indywidualnie                               | Victor Wallenberg                                                                                  | 37    | 34.     |
| trap indywidualnie                               | Edward Benedicks                                                                                   | 34    | 38.     |
| trap indywidualnie                               | Johan Ekman                                                                                        | 31    | 40.     |
| trap indywidualnie                               | Herman Eriksson                                                                                    | 14    | 41.     |
| trap indywidualnie                               | Carl Nyberg                                                                                        | 13    | 45.     |
| trap indywidualnie                               | Oscar Swahn                                                                                        | 10    | 56.     |
| trap indywidualnie                               | Otto Bökman                                                                                        | 10    | 56.     |
| trap indywidualnie                               | Carl Wollert                                                                                       | 10    | 56.     |
| trap indywidualnie                               | Nils Klein                                                                                         | 10    | 56.     |
| trap drużynowo                                   | Åke Lundeberg Alfred Swahn Johan Ekman Victor Wallenberg Hjalmar Frisell Carl Wollert              | 243   | 4.      |

### Szermierka
| Konkurencja          | Zawodnik                                                                                  | 1 runda | 1 runda | 2 runda                                                                                        | 2 runda       | Półfinały                                                                                    | Półfinały      | Finał                                                                                                  | Finał          | Pozycja        |
| Konkurencja          | Zawodnik                                                                                  | Przeciwnik | Wynik   | Przeciwnik                                                                                     | Wynik         | Przeciwnik                                                                                   | Wynik          | Przeciwnik                                                                                             | Wynik          | Pozycja        |
| -------------------- | ----------------------------------------------------------------------------------------- | --- | ------- | ---------------------------------------------------------------------------------------------- | ------------- | -------------------------------------------------------------------------------------------- | -------------- | --- | -------------- | -------------- |
| szpada indywidualnie | Åke Grönhagen                                                                             | Hendrik de Iongh Ejnar Levison Sotirios Notaris Julius Lichtenfels Victor Willems Gordon Alexander Pawieł Guworski |         | Nie awansował                                                                                  | Nie awansował | Nie awansował                                                                                | Nie awansował  | Nie awansował                                                                                          | Nie awansował  | Nie awansował  |
| szpada indywidualnie | Knut Enell                                                                                | Petros Manos Jens Berthelsen Friedrich Schwarz Paul Anspach Aleksandr Sołdatienkow Ahmed Hassanein                 |         | Nie awansował                                                                                  | Nie awansował | Nie awansował                                                                                | Nie awansował  | Nie awansował                                                                                          | Nie awansował  | Nie awansował  |
| szpada indywidualnie | Einar Sörensen                                                                            | Vilém Goppold Jr. Władimir Sarnawski Severin Finne George van Rossem Sherman Hall                                  |         | Emil Schön Gerald Ames Petros Manos George Breed Sigurd Mathiesen                              |               | Léon Tom Petros Manos William Bowman Edgar Amphlett Zdeněk Vávra                             |                | Ivan Osiier Philippe Le Hardy de Beaulieu Léon Tom Paul Anspach Edgar Seligman Victor Boin Martin Holt | P W P W P W    | 5.             |
| szpada indywidualnie | Louis Sparre                                                                              | Jan de Beaufort Gaston Salmon Hans Thomson Percival Davson Josef Pfeiffer John MacLaughlin                         |         | Konstandinos Kodzias Adrianus de Jong Pál Rosty Karel Goppold Henri Anspach                    |               | Nie awansował                                                                                | Nie awansował  | Nie awansował                                                                                          | Nie awansował  | Nie awansował  |
| szpada indywidualnie | Gustaf Lindblom                                                                           | Marcel Berré Adrianus de Jong Jeorjos Wersis Sydney Martineau Hermann Plaskuda John Gignoux Hans Olsen             |         | Vilém Goppold Jr. Trifon Triandafilakos Victor Boin Charles Van Der Byl Jens Berthelsen        |               | Ivan Osiier Henri Anspach Victor Boin Robert Montgomerie František Kříž                      |                | Nie awansował                                                                                          | Nie awansował  | Nie awansował  |
| szpada indywidualnie | Georg Branting                                                                            | Emil Schön Trifon Triandafilakos Willem van Blijenburgh Oluf Berntsen John Blake Béla Békessy James Moore          |         | Jeorjos Wersis Léon Tom Martin Holt Zdeněk Bárta Albertson Van Zo Post                         |               | Jeorjos Petropulos Martin Holt Philippe Le Hardy de Beaulieu Ejnar Levison Vilém Goppold Jr. |                | Nie awansował                                                                                          | Nie awansował  | Nie awansował  |
| szpada drużynowo     | Einar Sörensen Louis Sparre Gustaf Lindblom Georg Branting Eric Carlberg Pontus von Rosen | |         | Bohemia · Norwegia                                                                             | - W           | Belgia · Grecja · Cesarstwo Niemieckie                                                       | W              | Belgia · Wielka Brytania · Holandia                                                                    |                | 4.             |
| floret indywidualnie | Gustaf Armgarth                                                                           | Arthur Fagan Jens Berthelsen Graeme Hammond Gaston Salmon Julius Lichtenfels Władimir Kajzer                       |         | Nie awansował                                                                                  | Nie awansował | Nie awansował                                                                                | Nie awansował  | Nie awansował                                                                                          | Nie awansował  | Nie awansował  |
| floret indywidualnie | Carl Personne                                                                             | Sherman Hall Pietro Speciale Sydney Martineau Aleksandr Mordowin Hans Olsen Victor Willems                         |         | Nie awansował                                                                                  | Nie awansował | Nie awansował                                                                                | Nie awansował  | Nie awansował                                                                                          | Nie awansował  | Nie awansował  |
| floret indywidualnie | Nils Grönvall                                                                             | Harold Rayner Béla Zulawszky Adolf Davids Władimir Samojłow                                                        | P W     | Nie awansował                                                                                  | Nie awansował | Nie awansował                                                                                | Nie awansował  | Nie awansował                                                                                          | Nie awansował  | Nie awansował  |
| floret indywidualnie | Axel Jöhncke                                                                              | Ivan Osiier Friedrich Golling Gawriił Bertrain                                                                     |         | Edoardo Alaimo Béla Békessy Sherman Hall Fernand de Montigny Adolf Davids                      |               | Nie awansował                                                                                | Nie awansował  | Nie awansował                                                                                          | Nie awansował  | Nie awansował  |
| floret indywidualnie | Karl Hjorth                                                                               | Oluf Berntsen Robert Montgomerie Paul Anspach Lew Martiuszew Christopher von Tangen Reinhold Trampler              |         | Fernando Cavallini Pál Pajzs Henri Anspach Arthur Fagan Friedrich Golling                      | P W           | Nie awansował                                                                                | Nie awansował  | Nie awansował                                                                                          | Nie awansował  | Nie awansował  |
| floret indywidualnie | Gunnar Böös                                                                               | Fernando Cavallini Emil Schön George Breed Leonid Griniow Robert Hennet                                            | P       | Nie awansował                                                                                  | Nie awansował | Nie awansował                                                                                | Nie awansował  | Nie awansował                                                                                          | Nie awansował  | Nie awansował  |
| szabla indywidualnie | Gustaf Armgarth                                                                           | Giovanni Benfratello Władimir Danicz Lajos Werkner                                                                 | P p     | Nie awansował                                                                                  | Nie awansował | Nie awansował                                                                                | Nie awansował  | Nie awansował                                                                                          | Nie awansował  | Nie awansował  |
| szabla indywidualnie | Helge Werner                                                                              | Julius Lichtenfels Władimir Andriejew Friedrich Golling Béla Zulawszky                                             | P       | Nie awansował                                                                                  | Nie awansował | Nie awansował                                                                                | Nie awansował  | Nie awansował                                                                                          | Nie awansował  | Nie awansował  |
| szabla indywidualnie | Carl-Gustaf Klerck                                                                        | Charles Van Der Byl Josef Javůrek Josef Puhm Gieorgij Sakiricz                                                     |         | Nie awansował                                                                                  | Nie awansował | Nie awansował                                                                                | Nie awansował  | Nie awansował                                                                                          | Nie awansował  | Nie awansował  |
| szabla indywidualnie | Sven Nordenström                                                                          | Hendrik de Iongh Péter Tóth Douglas Godfree Aleksandr Mordowin                                                     | P W     | Nedo Nadi Pál Pajzs Alfred Keene Béla Zulawszky Josef Puhm                                     | P -           | Nie awansował                                                                                | Nie awansował  | Nie awansował                                                                                          | Nie awansował  | Nie awansował  |
| szabla indywidualnie | Carl Personne                                                                             | Apołłon Hüber von Greifenfels Jenő Fuchs                                                                           |         | Julius Lichtenfels Péter Tóth Francesco Pietrasanta Alfred Ridley-Martin Albertson Van Zo Post |               | Dezső Földes Pál Pajzs Charles Van Der Byl Boris Arsienjew Ervin Mészáros                    | P              | Nie awansował                                                                                          | Nie awansował  | Nie awansował  |
| szabla indywidualnie | Gunnar Lindholm                                                                           | Aristide Pontenani Edward Brookfield László Berti                                                                  | P       | Nie awansował                                                                                  | Nie awansował | Nie awansował                                                                                | Nie awansował  | Nie awansował                                                                                          | Nie awansował  | Nie awansował  |
| szabla drużynowo     | Axel Jöhncke Helge Werner Carl Personne Carl-Gustaf Klerck                                | |         | Wielka Brytania · Cesarstwo Niemieckie                                                         | P             | Nie awansowali                                                                               | Nie awansowali | Nie awansowali                                                                                         | Nie awansowali | Nie awansowali |

### Tenis ziemny
| Konkurencja        | Zawodnik                           | 1 runda                                | 2 runda                                                    | 3 runda                                                          | Ćwierćfinały                                              | Półfinały                                               | Finał                                                 | Miejsce |
| Konkurencja        | Zawodnik                           | Przeciwnik Wynik                       | Przeciwnik Wynik                                           | Przeciwnik Wynik                                                 | Przeciwnik Wynik                                          | Przeciwnik Wynik                                        | Przeciwnik Wynik                                      | Miejsce |
| ------------------ | ---------------------------------- | -------------------------------------- | ---------------------------------------------------------- | ---------------------------------------------------------------- | --------------------------------------------------------- | ------------------------------------------------------- | ----------------------------------------------------- | ------- |
| Singiel (m)        | Hakon Leffler                      | Harold Kitson P 0:3 (2:6,1:6,0:6)      | Nie awansował                                              | Nie awansował                                                    | Nie awansował                                             | Nie awansował                                           | Nie awansował                                         | 31.     |
| Singiel (m)        | Frans Möller                       |                                        | Harold Kitson P 0:3 (2:6,2:6,3:6)                          | Nie awansował                                                    | Nie awansował                                             | Nie awansował                                           | Nie awansował                                         | 17.     |
| Singiel (m)        | Wollmar Boström                    | Trygve Smith W 3:0 (6:2,6:4,6:1)       | Ludwig von Salm P 0:3 (5:7,4:6,1:6)                        | Nie awansował                                                    | Nie awansował                                             | Nie awansował                                           | Nie awansował                                         | 17.     |
| Singiel (m)        | Charles Wennergren                 | Jaromír Zeman W 3:0 (6:1,6:0,6:0)      | Ludvig Rovsing W 3:2 (4:6,9:7,6:8,6:1,6:1)                 | Ludwig von Salm P 1:3 (3:6,7:5,5:7,1:6)                          | Nie awansował                                             | Nie awansował                                           | Nie awansował                                         | 9.      |
| Singiel (m)        | Thorsten Grönfors                  |                                        | Vagn Ingerslev P 0:3 (1:6,2:6,2:6)                         | Nie awansował                                                    | Nie awansował                                             | Nie awansował                                           | Nie awansował                                         | 17.     |
| Singiel (m)        | Curt Benckert                      | Arthur Zborzil P 1:3 (2:6,4:6,6:1,3:6) | Nie awansował                                              | Nie awansował                                                    | Nie awansował                                             | Nie awansował                                           | Nie awansował                                         | 31.     |
| Singiel (m)        | Gunnar Setterwall                  | Otte Blom W 3:0 (6:3,6:3,8:6)          | Michaił Sumarokow-Elston P 1:3 (2:6,3:6,13:11,2:6)         | Nie awansował                                                    | Nie awansował                                             | Nie awansował                                           | Nie awansował                                         | 17.     |
| debel (m)          | Wollmar Boström Curt Benckert      |                                        |                                                            | wolny los                                                        | Arthur Zborzil Fritz Felix Piepes P 1:3 (3:6,6:4,1:6,1:6) | Nie awansowali                                          | Nie awansowali                                        | 5.      |
| debel (m)          | Charles Wennergren Carl-Olof Nylén |                                        |                                                            | Axel Thayssen Aage Madsen W 3:0 (6:1,6:2,6:4)                    | Harold Kitson Charles Winslow P 0:3 (3:6,5:7,1:6)         | Nie awansowali                                          | Nie awansowali                                        | 5.      |
| debel (m)          | Frans Möller Thorsten Grönfors     |                                        | Robert Spies Luis Maria Heyden P 2:3 (6:3,4:6,2:6,6:4,1:6) | Nie awansowali                                                   | Nie awansowali                                            | Nie awansowali                                          | Nie awansowali                                        | 15.     |
| singiel (k)        | Annie Holmström                    |                                        |                                                            |                                                                  | Edith Arnheim P 1:2 (6:4,4:6,1:6)                         | Nie awansowała                                          | Nie awansowała                                        | 5.      |
| singiel (k)        | Edith Arnheim                      |                                        |                                                            |                                                                  | Annie Holmström W 2:1 (4:6,6:4;6:1)                       | Dorothea Köring P 0:2 (4:6,3:6)                         | Molla Bjurstedt P 0:2 (2:6,2:6)                       | 4.      |
| singiel (k)        | Margareta Cederschiöld             |                                        |                                                            | Ellen Brusewitz W 2:0 (8:6,8:6)                                  | Marguerite Broquedis P 0:2 (1:6,4:6)                      | Nie awansowała                                          | Nie awansowała                                        | 5.      |
| singiel (k)        | Ellen Brusewitz                    |                                        |                                                            | Margareta Cederschiöld P 0:2 (6:8,6:8)                           | Nie awansowała                                            | Nie awansowała                                          | Nie awansowała                                        | 7.      |
| singiel (k)        | Sigrid Fick                        |                                        |                                                            | Dorothea Köring P 0:2 (5:7,3:6)                                  | Nie awansowała                                            | Nie awansowała                                          | Nie awansowała                                        | 7.      |
| mikst              | Edith Arnheim Carl-Olof Nylén      |                                        |                                                            | Marguerite Broquedis Albert Canet P 0:2 (2:6,4:6)                | Nie awansowali                                            | Nie awansowali                                          | Nie awansowali                                        | 5.      |
| mikst              | Sigrid Fick Gunnar Setterwall      |                                        |                                                            |                                                                  | Annie Holmström Thorsten Grönfors W 2:0 (8:6,10:8)        | Wolny los                                               | Dorothea Köring Heinrich Schomburgk P 0:2 (4:6,0:6)   | srebro  |
| mikst              | Annie Holmström Thorsten Grönfors  |                                        |                                                            | Molla Bjurstedt Conrad Langaard W 2:1 (6:4,4:6,7:5)              | Sigrid Fick Gunnar Setterwall W 0:2 (6:8,8:10)            | Nie awansowali                                          | Nie awansowali                                        | 4.      |
| singiel (m) w hali | Gunnar Setterwall                  |                                        |                                                            | Herbert Barrett W 3:2 (4:6,6:1,6:4,6:8,6:4)                      | Gordon Lowe P 1:3 (4:6,6:1,3:6,6:8)                       | Nie awansował                                           | Nie awansował                                         | 5.      |
| singiel (m) w hali | Thorsten Grönfors                  |                                        |                                                            | Anthony Wilding P 0:3 (3:6,3:6,3:6)                              | Nie awansował                                             | Nie awansował                                           | Nie awansował                                         | 9.      |
| singiel (m) w hali | Lennart Silfverstolpe              |                                        | Anthony Wilding P 0:3 (0:6,1:6,1:6)                        | Nie awansował                                                    | Nie awansował                                             | Nie awansował                                           | Nie awansował                                         | 16.     |
| singiel (m) w hali | Frans Möller                       |                                        | George Caridia P 1:3 (2:6,5:7,6:3,4:6)                     | Nie awansował                                                    | Nie awansował                                             | Nie awansował                                           | Nie awansował                                         | 16.     |
| singiel (m) w hali | Hakon Leffler                      |                                        | Arthur Gore P 0:3 (5:7,4:6,5:7)                            | Nie awansował                                                    | Nie awansował                                             | Nie awansował                                           | Nie awansował                                         | 16.     |
| singiel (m) w hali | Wollmar Boström                    |                                        | Arthur Lowe P 1:3 (7:5,4:6,4:6,4:6)                        | Nie awansował                                                    | Nie awansował                                             | Nie awansował                                           | Nie awansował                                         | 16.     |
| singiel (m) w hali | Johan Kempe                        |                                        | Jaroslav Hainz W 3:1 (6:1,6:4,3:6,6:3)                     | André Gobert P 0:3 (1:6,2:6,5:7)                                 | Nie awansował                                             | Nie awansował                                           | Nie awansował                                         | 9.      |
| singiel (m) w hali | Charles Wennergren                 |                                        |                                                            | Gordon Lowe P 0:3 (4:6,1:6,4:6)                                  | Nie awansował                                             | Nie awansował                                           | Nie awansował                                         | 16.     |
| debel (m) w hali   | Gunnar Setterwall Johan Kempe      |                                        |                                                            | George Caridia Theodore Mavrogordato W 3:2 (6:4,4:6,6:8,6:2,6:3) | wolny los                                                 | Herbert Barrett Arthur Gore W 3:2 (4:6,3:6,6:1,6:4,6:3) | André Gobert Maurice Germot P 1:3 (4:6,14:12,2:6,4:6) | srebro  |
| debel (m) w hali   | Wollmar Boström Curt Benckert      |                                        |                                                            |                                                                  | Herbert Barrett Arthur Gore P 0:3 (5:7,4:6,1:6)           | Nie awansowali                                          | Nie awansowali                                        | 5.      |
| debel (m) w hali   | Charles Wennergren Carl-Olof Nylén |                                        |                                                            | Gordon Lowe Arthur Lowe P 0:3 (7:9,9:11,2:6)                     | Nie awansowali                                            | Nie awansowali                                          | Nie awansowali                                        | 7.      |
| singiel (k) w hali | Margareta Cederschiöld             |                                        |                                                            | Mabel Parton P 0:2 (0:6,1:6)                                     | Nie awansowała                                            | Nie awansowała                                          | Nie awansowała                                        | 8.      |
| singiel (k) w hali | Edith Arnheim                      |                                        |                                                            |                                                                  | Edith Hannam P 0:2 (5:7,1:6)                              | Nie awansowała                                          | Nie awansowała                                        | 5.      |
| singiel (k) w hali | Sigrid Fick                        |                                        |                                                            |                                                                  | Annie Holmström W 2:0 (6:1,6:1)                           | Sofie Castenschiold P 0:2 (4:6,4:6)                     | Mabel Parton P 0:2 (3:6,3:6)                          | 4       |
| singiel (k) w hali | Annie Holmström                    |                                        |                                                            |                                                                  | Sigrid Fick P 0:2 (1:6,1:6)                               | Nie awansowała                                          | Nie awansowała                                        | 5       |
| mikst w hali       | Edith Arnheim Carl-Olof Nylén      |                                        |                                                            | Helen Aitchison Herbert Barrett P 0:2 (2:6,4:6)                  | Nie awansowali                                            | Nie awansowali                                          | Nie awansowali                                        | 7.      |
| mikst w hali       | Ebba Hay Frans Möller              |                                        |                                                            | Mabel Parton Theodore Mavrogordato P 0:2 (3:6,0:6)               | Nie awansowali                                            | Nie awansowali                                          | Nie awansowali                                        | 7.      |
| mikst w hali       | Sigrid Fick Gunnar Setterwall      |                                        |                                                            |                                                                  | wolny los                                                 | Helen Aitchison Herbert Barrett P 1:2 (6:3,1:6,2:6)     | Nie awansowali                                        | brąz    |
| mikst w hali       | Margareta Cederschiöld Johan Kempe |                                        |                                                            |                                                                  | wolny los                                                 | Edith Hannam Charles Dixon P 0:2 (2:6,2:6)              | Nie awansowali                                        | 4.      |

### Wioślarstwo
| Konkurencja                                              | Zawodnik | Runda 1 | Runda 1 | Ćwierćfinał    | Ćwierćfinał    | Półfinał       | Półfinał       | Finał          | Finał          | Pozycja        |
| Konkurencja                                              | Zawodnik | Czas    | M.      | Czas           | M.             | Czas           | M.             | Czas           | M.             | Pozycja        |
| -------------------------------------------------------- | --- | ------- | ------- | -------------- | -------------- | -------------- | -------------- | -------------- | -------------- | -------------- |
| Czwórka ze sternikiem                                    | John Lager Axel Eriksson Ernst Wetterstrand Gunnar Lager Karl Sundholm                                                                        | b.d     | 2.      | Nie awansowali | Nie awansowali | Nie awansowali | Nie awansowali | Nie awansowali | Nie awansowali | Nie awansowali |
| Czwórka ze sternikiem (łodzie z wewnętrznymi odsadniami) | Ture Rosvall William Bruhn-Möller Conrad Brunkman Herman Dahlbäck Leo Wilkens                                                                 | 7:51,5  | 1.      |                |                | 7:39,2         | 1.             | 7:56,9         | 2.             | srebro         |
| Czwórka ze sternikiem (łodzie z wewnętrznymi odsadniami) | Tage Johnson Axel Johansson Axel Gabrielsson Charles Gabrielsson Wilhelm Brandes                                                              | b.d     | 2.      | Nie awansował  | Nie awansował  | Nie awansował  | Nie awansował  | Nie awansował  | Nie awansował  | Nie awansował  |
| ósemka                                                   | Einar Amundén Ragnar Bergstedt Gustaf Broberg Simon Ericsson Ivar Rydberg Anders Almqvist Arvid Svendel Leif Sörvik Gillis Ahlberg            | b.d     | 2.      |                |                | Nie awansowali | Nie awansowali | Nie awansowali | Nie awansowali | Nie awansowali |
| ósemka                                                   | Gustaf Brunkman Per Mattson Sebastian Tamm Ted Wachtmeister Conrad Brunkman William Bruhn-Möller Ture Rosvall Herman Dahlbäck Wilhelm Wilkens | 7:05,20 | 1.      | b.d            | 2.             | Nie awansowali | Nie awansowali | Nie awansowali | Nie awansowali | Nie awansowali |

### Zapasy
| Konkurencja                   | Zawodnik             | Runda 1                   | Runda 2                             | Runda 3               | Runda 4               | Runda 5               | Runda 6           | Runda 7          | Finał                             | Miejsce       |
| Konkurencja                   | Zawodnik             | Przeciwnik Wynik          | Przeciwnik Wynik                    | Przeciwnik Wynik      | Przeciwnik Wynik      | Przeciwnik Wynik      | Przeciwnik Wynik  | Przeciwnik Wynik | Przeciwnik Wynik                  | Miejsce       |
| ----------------------------- | -------------------- | ------------------------- | ----------------------------------- | --------------------- | --------------------- | --------------------- | ----------------- | ---------------- | --------------------------------- | ------------- |
| styl klasyczny waga piórkowa  | Bruno Åkesson        | Mikael Hestdahl p         | Alfred Taylor W                     | Nie stanął na starcie | Nie awansował         | Nie awansował         | Nie awansował     | Nie awansował    | Nie awansował                     | Nie awansował |
| styl klasyczny waga piórkowa  | Erik Öberg           | Alfred Taylor W           | Mikael Hestdahl W                   | Kalle Leivonen p      | Pawieł Pawłowicz W    | Hjalmar Lehmusvirta W | Lauri Haapanen W  | Otto Lasanen p   | Nie awansował                     | Nie awansował |
| styl klasyczny waga piórkowa  | Karl Karlsson        | Pawieł Pawłowicz p        | Josef Beránek p                     | Nie awansował         | Nie awansował         | Nie awansował         | Nie awansował     | Nie awansował    | Nie awansował                     | Nie awansował |
| styl klasyczny waga piórkowa  | Arvid Beckman        | Otto Lasanen p            | Ragnvald Gullaksen W                | Christian Arnesen W   | Karl Kangas p         | Nie awansował         | Nie awansował     | Nie awansował    | Nie awansował                     | Nie awansował |
| styl klasyczny waga piórkowa  | Ewald Persson        | Ragnvald Gullaksen p      | Otto Lasanen p                      | Nie awansował         | Nie awansował         | Nie awansował         | Nie awansował     | Nie awansował    | Nie awansował                     | Nie awansował |
| styl klasyczny waga piórkowa  | Harry Larsson        | Konrad Stein W            | Karl Kangas W                       | Aleksandr Akondinow W | Otto Lasanen p        | Kalle Leivonen p      | Nie awansował     | Nie awansował    | Nie awansował                     | Nie awansował |
| styl klasyczny waga piórkowa  | Hugo Johansson       | Georg Andersen W          | William Lyshon W                    | Georg Gerstäcker p    | József Pongrácz W     | Otto Lasanen p        | Nie awansował     | Nie awansował    | Nie awansował                     | Nie awansował |
| styl klasyczny waga piórkowa  | Carl-Georg Andersson | Carl Hansen W             | Friedrich Schärer p                 | António Pereira W     | Kaarlo Koskelo p      | Nie awansował         | Nie awansował     | Nie awansował    | Nie awansował                     | Nie awansował |
| styl klasyczny waga lekka     | Karl Johnson         | József Sándor p           | Ludwig Sauerhöfer p                 | Nie awansował         | Nie awansował         | Nie awansował         | Nie awansował     | Nie awansował    | Nie awansował                     | Nie awansował |
| styl klasyczny waga lekka     | Johan Nilsson        | Ludwig Sauerhöfer W       | József Sándor W                     | Herbrand Lofthus W    | Volmar Wikström p     | Johan Salonen W       | Ödön Radvány p    | Nie awansował    | Nie awansował                     | Nie awansował |
| styl klasyczny waga lekka     | Edvin Mattiasson     | Andreas Dumrauf W         | Raymond Cabal W                     | Volmar Wikström p     | Dezső Orosz W         | Herbrand Lofthus W    | Jan Balej W       | wolny los        | Emil Väre p Gustaf Malmström P    | brąz          |
| styl klasyczny waga lekka     | Richard Rydström     | Dezső Orosz p             | Volmar Wikström p                   | Nie awansował         | Nie awansował         | Nie awansował         | Nie awansował     | Nie awansował    | Nie awansował                     | Nie awansował |
| styl klasyczny waga lekka     | Gustaf Malmström     | Johan Urvikko W           | Paul Tirkkonen W                    | Ernő Márkus W         | Viktor Fischer W      | Volmar Wikström W     | Emil Väre p       | wolny los        | Edvin Mattiasson W Emil Väre P    | srebro        |
| styl klasyczny waga lekka     | Gottfrid Svensson    | Armas Laitinen p          | Thorbjørn Frydenlund W              | Ödön Radvány W        | Jan Balej p           | Nie awansował         | Nie awansował     | Nie awansował    | Nie awansował                     | Nie awansował |
| styl klasyczny waga lekka     | Bror Flygare         | Karel Halík W             | Ödön Radvány p                      | Nie stanął na starcie | Nie awansował         | Nie awansował         | Nie awansował     | Nie awansował    | Nie awansował                     | Nie awansował |
| styl klasyczny waga lekka     | Hugo Björklund       | Robert Phelps W           | Bruno Heckel p                      | David Kolehmainen p   | Nie awansował         | Nie awansował         | Nie awansował     | Nie awansował    | Nie awansował                     | Nie awansował |
| styl klasyczny waga lekka     | Carl Lund            | Bruno Heckel W            | Robert Phelps W                     | Aatami Tanttu p       | David Kolehmainen W   | wolny los             | Volmar Wikström W | Ödön Radvány P   | Nie awansował                     | Nie awansował |
| styl klasyczny waga średnia   | Edvin Fältström      | Anastasios Antonopoulos W | Peter Kokotowitsch W                | Joseph Merkle p       | Andrea Gargano W      | August Jokinen p      | Nie awansował     | Nie awansował    | Nie awansował                     | Nie awansował |
| styl klasyczny waga średnia   | Wiktor Melin         | Fridolf Lundstein p       | Nie stanął na starcie               | Nie awansował         | Nie awansował         | Nie awansował         | Nie awansował     | Nie awansował    | Nie awansował                     | Nie awansował |
| styl klasyczny waga średnia   | Mauritz Andersson    | Adrien Barrier W          | Zavirre Carcereri W                 | Fridolf Lundstein p   | Alfred Asikainen p    | Nie awansował         | Nie awansował     | Nie awansował    | Nie awansował                     | Nie awansował |
| styl klasyczny waga średnia   | Axel Frank           | Aleksandr Siewierow W     | Emil Westerlund W                   | Alois Totuschek p     | Nie stanął na starcie | Nie awansował         | Nie awansował     | Nie awansował    | Nie awansował                     | Nie awansował |
| styl klasyczny waga średnia   | Theodor Dahlberg     | Emil Westerlund p         | Aleksandr Siewierow p               | Nie awansował         | Nie awansował         | Nie awansował         | Nie awansował     | Nie awansował    | Nie awansował                     | Nie awansował |
| styl klasyczny waga średnia   | Claes Johanson       | Alois Totuschek W         | Teodor Tirkkonen W                  | Aleksandr Siewierow W | Fridolf Lundstein W   | Alfred Asikainen p    | August Jokinen W  | Karl Åberg W     | Alfred Asikainen W Martin Klein W | złoto         |
| styl klasyczny waga średnia   | Sven Ohlsson         | Jan Sint p                | Árpád Miskey p                      | Nie awansował         | Nie awansował         | Nie awansował         | Nie awansował     | Nie awansował    | Nie awansował                     | Nie awansował |
| styl klasyczny waga średnia   | Fritz Johansson      | Hvitfeldt Hansen W        | Rezső Somogyi W                     | Teodor Tirkkonen p    | Mikko Holm p          | Nie awansował         | Nie awansował     | Nie awansował    | Nie awansował                     | Nie awansował |
| styl klasyczny waga średnia   | Theodor Bergqvist    | Árpád Miskey p            | Martin Klein p                      | Nie awansował         | Nie awansował         | Nie awansował         | Nie awansował     | Nie awansował    | Nie awansował                     | Nie awansował |
| styl klasyczny waga półciężka | Ragnar Fogelmark     | Johan Salila p            | Johannes Eriksen p                  | Nie awansował         | Nie awansował         | Nie awansował         | Nie awansował     | Nie awansował    | Nie awansował                     | Nie awansował |
| styl klasyczny waga półciężka | Karl Ekman           | Béla Varga p              | Knut Lindberg p                     | Nie awansował         | Nie awansował         | Nie awansował         | Nie awansował     | Nie awansował    | Nie awansował                     | Nie awansował |
| styl klasyczny waga półciężka | Johan Andersson      | František Kopřiva W       | Augusts Pikker W                    | Fritz Lange p         | Béla Varga p          | Nie awansował         | Nie awansował     | Nie awansował    | Nie awansował                     | Nie awansował |
| styl klasyczny waga półciężka | Ernst Nilsson        | Jens Christensen p        | František Kopřiva W                 | Renato Gardini W      | Knut Lindberg p       | Nie awansował         | Nie awansował     | Nie awansował    | Nie awansował                     | Nie awansował |
| styl klasyczny waga półciężka | Anders Ahlgren       | Wolny los                 | Édouard Martin W Jens Christensen W | Karl Lind W           | Renato Gardini W      | Knut Lindberg W       | Wolny los         |                  | Béla Varga W Ivar Böhling R       | srebro        |
| styl klasyczny waga ciężka    | David Karlsson       | Yrjö Saarela p            | Gustaf Pelander p                   | Nie awansował         | Nie awansował         | Nie awansował         | Nie awansował     | Nie awansował    | Nie awansował                     | Nie awansował |
| styl klasyczny waga ciężka    | Frans Lindstrand     | Laurent Gerstmans W       | Johan Olin p                        | Yrjö Saarela p        | Nie awansował         | Nie awansował         | Nie awansował     | Nie awansował    | Nie awansował                     | Nie awansował |
| styl klasyczny waga ciężka    | Alrik Sandberg       | Adolf Lindfors p          | Gustaf Pelander p                   | Nie awansował         | Nie awansował         | Nie awansował         | Nie awansował     | Nie awansował    | Nie awansował                     | Nie awansował |

### Żeglarstwo
| Zawodnik | Konkurencja     | Wyścig           | Wyścig            | Punkty | Finałowa pozycja |
| Zawodnik | Konkurencja     | Wyścig I miejsce | Wyścig II miejsce | Punkty | Finałowa pozycja |
| --- | --------------- | ---------------- | ----------------- | ------ | ---------------- |
| Eric Sandberg Otto Aust Harald Sandberg                                                                                                 | klasa 6 metrów  | 6.               | 3.                | 1      | brąz             |
| Olof Mark Edvin Hagberg Jonas Jonsson                                                                                                   | klasa 6 metrów  | 3.               | 4.                | 1      | 4.               |
| Bengt Heyman Emil Henriques Alvar Thiel Herbert Westermark Nils Westermark                                                              | klasa 8 metrów  | 2.               | 4.                | 3      | srebro           |
| Fritz Sjöqvist Arvid Sjöqvist Ragnar Gripe Thorsten Grönfors Gustaf Månsson Emil Hagström                                               | klasa 8 metrów  | 6.               | 6.                | 0      | 5.               |
| Filip Ericsson Carl Hellström Paul Isberg Humbert Lundén Herman Nyberg Harry Rosenswärd Erik Wallerius Harald Wallin                    | klasa 10 metrów | 1.               | 1.                | 14     | złoto            |
| Wilhelm Forsberg Bertil Bothén Björn Bothén Erik Lindén Arvid Perslow Erik Waller                                                       | klasa 10 metrów | 4.               | 4.                | 0      | 4.               |
| Nils Persson Per Bergman Dick Bergström Kurt Bergström Hugo Clason Folke Johnson Sigurd Kander Nils Lamby Erik Lindqvist Hugo Sällström | klasa 12 metrów | 2.               | 2.                | 6      | srebro           |